# 千日デパート
千日デパート（せんにちデパート）は、昭和時代に大阪府大阪市南区（現在の中央区）歓楽街「ミナミ・千日前」で日本ドリーム観光（旧千土地興行）が経営していたテナント形式の複合商業施設である。
劇場の初代大阪歌舞伎座ビル（1932年竣工）を商業ビルへ改築し、1958年（昭和33年）12月1日に新装開業した。
開業当初は「市場価格よりも3割の安売り」「年中無休で22時までの営業」「勤め帰りにもゆっくり買い物ができる夜のデパート」を特徴として宣伝した。約350店の小売店舗が営業し、館内に演芸場の千日劇場を組み込み、屋上遊園地に観覧車を設置するなど、ミナミ千日前界隈における象徴的な商業施設であった。
開店以来、「日本初の大規模ショッピングセンター」として名を馳せたが、開業から13年5ヶ月が経った1972年（昭和47年）5月13日深夜、閉店後の館内で起きた火災事件（後述。詳細は千日デパート火災を参照）の影響で翌14日から全館が休業状態となった。
事業主の日本ドリーム観光は、焼失したビルを新しく建て替えて、早期に営業を再開する方針を示した。しかしながら、被害者遺族・負傷者および罹災テナントに対する補償交渉や賃借権保護の問題が拗れ、損害賠償請求訴訟が数多く提起された影響で火災後は一度も営業を再開せず、約8年の期間、建物は廃墟の状態で放置された。
1980年（昭和55年）1月14日にテナント訴訟において、原告・被告双方の間で即決和解が成立し、建物の解体が決定したことで、そのまま閉店となった。翌年4月に解体工事は完了し、千日デパートビルは消滅した。
その後、跡地には日本ドリーム観光が施主となる新しい商業ビル「エスカールビル」が建設された。

## 基本実態
「千日デパート」の基本的な実態について商標（店舗名）、営業形態、業種、事業主、千日デパート管理部に分けて冒頭で説明する（1972年5月13日時点の実態を基準とする）。

### 商標（店舗名）
正式な商標（店舗名）は「千日デパート」である。過去に国会における委員会答弁で「千日前デパート」と発言した国会議員もいたことから、世間では「かつて千日前で営業していたデパート」または「ミナミ千日前のデパート」という象徴的な意味合いで「千日前デパート」という呼称も一部で定着しているが、上記はあくまでも俗称かつ誤用である。建物の正式な名称は「千日デパートビル」である。一般的に上記を略して「千日ビル」または「千日前ビル」などと俗称で呼ばれることもあり、報道や出版、学術関連書などで見受けられる。

### 事業主
千日デパートの事業主は日本ドリーム観光である。上記同社は、自社保有の不動産、建物、施設、設備などの自己資産を全額出資の営業子会社に貸し付け、各子会社から資産の賃貸料を徴収する「不動産施設賃貸業」を経営の主力にしていた大阪市に本社を置く総合レジャー開発企業である。日本ドリーム観光の経営部門には「関連会社賃貸部門」「その他の賃貸部門」「直営部門」があり、その中でも千日デパートは「直営部門」に属し、本社組織内の「直営・千日デパート部門」の中に「千日デパート管理部」を設けて本社が直接的に経営管理を行う本社直轄直営の商業施設であった。千日デパートには支店や系列店、チェーン店、サテライト店、姉妹店、提携店などの関連する他店舗は一つも存在せず、独立かつ単独の商業施設である。日本ドリーム観光にとって同社が経営する唯一の大型商業施設であった（1972年5月までの時点）。

### 営業形態
千日デパートの営業形態は、事業主が外部の小売テナントに対して施設内のフロアを区画したうえで各売場を賃貸する「店舗貸し」が基本である。おもに衣料品、生活雑貨・日用品、食料品を販売する小売店舗が数多く入店して名店街（専門店街）を形成する商業施設である。施設内には小売店舗の他に大食堂、飲食店、劇場、催事場、集会所、遊技場、屋上遊園地、風俗店、診療所、歯科医院、美容院、企業事務所、領事館などの多種多様なテナントが入居していた。入居テナントの一部に事業主の直営店舗も加わっていた。

### 業種
1958年（昭和33年）の創業時には事業主が売場全体を統制し、入居テナントの大半が納入契約業者だったことから百貨店の営業形態に準じていた理由で「デパート」を名乗った。1967年（昭和42年）以降は事業主による売場統制を廃止したうえで、すべてのテナントの契約を一律に賃貸契約方式へ切り替えた事情により、実態としてはショッピングセンターの要素を持つ商業施設となった。商標（店舗名）として「デパート」を名乗っているが、日本百貨店協会には加盟しておらず、実態が事業主による外部テナントに対する売場賃貸のショッピングセンターであることから、業態的および業種的に旧百貨店法が定義する「百貨店業を営む者」または「百貨店業者」には該当しない。千日デパートの業態は、寄合百貨店の厳密な定義には当てはまらず､神戸デパートのような事業主と地権者株主のテナントが共に運営する「協業百貨店」とも異なる。または「豊中新開地デパート」のような地権者法人による経営とも一線を画す存在である。公的機関および事業主の立場から見た場合では、業種的に「不動産賃貸業」「貸事務所業」に分類される（総務省日本標準産業分類1972年3月改訂版より）。建物の形態としては、入居テナントは多種多様であることから商業雑居ビル、または「多目的ビル」に分類される。

### 千日デパート管理部
千日デパートの経営管理は、1958年12月の開業当初から約5年半の間、旧千土地興行（日本ドリーム観光の前身）の子会社である「千日デパート管理株式会社」が担当していた。その後、1964年（昭和39年）5月に日本ドリーム観光本社内に新設された「千日デパート管理部」へ千日デパートの経営管理を全面移管した。千日デパート管理部の組織は、本社役員の常務取締役が「店長」を務め、デパート管理部の各組織を指揮監督下に置いていた。店長以下に部長および次長が配置され、その傘下に総務課、管理課、営業課の三課および保安係（管理部次長直轄）が組織されていた。千日デパート店長については、本社の総務部長および営業企画部長を兼任していた。上記は通常において日本ドリーム観光本社（大阪新歌舞伎座内）で勤務しており、千日デパート館内の店長室や各事務所に出勤するのは週に一度程度で短い時間だけ立ち寄る程度であった。従って「店長」は役職が存在するだけの形式的な地位であり、デパート管理部の実質的な統括・指揮監督責任者は「管理部長」が担っており、実務のトップであった。
三課および保安係のおもな各業務は以下のとおりである（1972年5月13日時点）。
- 総務課（課員約10人）

入居テナントとの賃貸借契約締結、入店保証金管理、月毎の売場賃貸料（家賃）および管理費等の徴収、部内の経理・庶務・人事管理など。
- 管理課（課員約40人）

建物および各種設備の保全管理、什器備品の運用管理、各種業務用品の購入（包装紙、値札、制服など）、電気・ボイラー・空調・上下水道等の保守管理、所管関係官庁との折衝など。
- 営業課（課員約40人）

宣伝広告、催し物の企画実施、テナントおよび顧客からの苦情処理、店内受付および案内、電話交換、店内放送、エレベーターおよびエスカレーターの運転管理など。
- 保安係（係員14人）

火災・盗難等の予防、従業員および外部業者等の施設出入り者確認、商品搬出入の監視、出入り車両の誘導整理、郵便物の管理、館内における不法行為者への対処、遺失物・拾得物等の処理、店内処工事に対する立ち合い、開閉店時の出入口および階段出入口等の扉やシャッター等の開閉作業、閉店後の館内巡視および警備・消灯確認、警察・消防当局との外渉など。
保安係について、従来は管理課の中に組織されていたが、1971年（昭和46年）5月に部長職が空席のままで新しい次長が就任し、上記が部長職も代行する人事が決められた。その人事をきっかけに次長職を務める社員がデパート管理部全体の実質的な統括・指揮監督権を持ったことで保安係は同年10月に次長直轄に改められた。
千日デパート管理部の決済については、三課と保安係の業務を遂行するにあたって施設の修繕や消耗品などの購入を行う場合、1万円未満については次長に決済の権限が与えられていたが、1万円以上について、または予算や決算に関する事項は店長（本社常務取締役）が決済する取り決めとなっていた。

## 開業の経緯
1956年（昭和31年）に大阪の興行会社「千土地興行」の社長に就任した松尾國三は、千日前の初代大阪歌舞伎座（1932年開業）を廃止にして新しい大阪歌舞伎座を建設し、同時に空きビルとなる初代大阪歌舞伎座ビルを複合商業ビルへ改築する構想を立てた。それが千日デパート誕生の端緒であるが、以下に開業に至るまでの経緯を記す。

### 「千土地興行」新社長の大胆な構想
1954年（昭和29年）8月に大阪の興行会社「千土地興行（日本ドリーム観光の前身）」の代表取締役副社長に就任した松尾國三は、経営陣の乱脈経営による慢性的な赤字化と労働組合の専横によって経営不振に陥っていた自社を立て直そうと社内改革に乗り出した。千土地興行は「千日前の伏魔殿」と称されるほど利害関係が複雑に入り組む企業であった。資本金5億6,000万円に対して繰越損金は2億4,000万円に膨らみ、未払い金は約1億8,000万円を抱えていた。その財務および収支の悪さは世間から「底抜けバケツ」などと形容された。労組の幹部連中がチケットや売店などの利益を中抜きして暴利を貪り、挙句には役員の中に不正のお零れに与る者がいるなど、経営悪化の一因となっていた。
松尾は、社内改革の手始めとして労働組合の専横を排除し、不正にまみれた者たちを解雇、会社から一掃した。すると労組側は経営側に賃上げ要求を突きつけて一斉に反発し、暮れも押し迫った12月15日に総評の支援を受けて初代大阪歌舞伎座で上演中の新國劇公演に対して唐突にストライキを始めた。さらに労組側は年明けから始まる「大阪歌舞伎座・正月大歌舞伎公演」を始めとする千土地興行経営の12劇場で上演される各公演やキャバレーなどの遊興施設に対して一斉にストライキを断行すると宣言した。労組側は表向きに「越年資金（一時金）の賃上げ要求」を掲げたが、内実は「労組改革を目論む松尾を会社から追放すること」を目的とする報復行動だった。経営側は労組側に対抗して各公演を強行開催することで書き入れ時のスト回避を模索したが、労組側はピケッティングを張って激しく抵抗したため、事態の収拾は不可能な状況になった。
そこで松尾は、労使間の協調を図り、組合活動を健全化させるために、あえて経営側が書き入れ時の正月興行を放棄する奇策に打って出た。この異常事態に慌てふためいた労組側は、経営者の興行放棄から5日目に経営側へ歩み寄る姿勢を見せたことで労使双方が妥協案を受け入れ、スト開始から22日目（1955年1月5日）に労働争議は解決を見た。大阪歌舞伎座での正月大歌舞伎公演については、1月11日からようやく初日を迎えた。複雑かつ激烈な労働争議を解決した実績と手腕が評価され、松尾國三は1956年（昭和31年）9月に千土地興行の代表取締役社長に就任した。
千土地興行が抱えるもう一つの問題である「経営不振からの立て直し」については、大阪劇場（大劇）の芸能興行や直営映画館での映画上映は順調に収益を上げていたが、千日前の初代大阪歌舞伎座（以下、「旧歌舞伎座」または「旧大阪歌舞伎座」と記す）で上演される歌舞伎が低迷、不採算に陥り経営を圧迫していた。
松尾の独自分析によれば、旧歌舞伎座での歌舞伎興行が低迷して客足が伸び悩んでいる要因は、以下の問題点が影響しているからだという。
- 歓楽街「ミナミ千日前」の立地と環境からすれば、洋風（南欧風）デザインの旧歌舞伎座は、伝統文化を基盤にした歌舞伎興行のイメージに相応しくない。
- 旧歌舞伎座は、歌舞伎を上演する劇場にしては建物の規模が大き過ぎて採算が合わない。また駐車場を完備していない影響で使い勝手の悪い劇場となっている。
- 建物の構造を歌舞伎の上演に特化した影響で、観光や社交場的な価値が加えられておらず、総合的娯楽性の高い劇場となっていない。
- 食堂の設備が十分ではないために、持ち込みの弁当などを客席で飲食する観客が多い。また劇の上演中に中座する観客も多く、忙しなくて落ち着かない雰囲気を敬遠して常連客が劇場に足を運ばなくなる。

以上の問題点を改善し、歌舞伎興行の立て直しと再度の隆盛を極めるため、松尾は斬新な歌舞伎座を新設する構想を立てた。将来に向けて自社が発展するためにも「和風建築の新しい歌舞伎座を建てる必要がある」と主張した。松尾は、新しい歌舞伎座の建設構想によって「空きビル」となる旧歌舞伎座の再利用をどのようにするのかと考えた。建物が大きくて洋風であり、歓楽街に立地している条件から「中小の商業体を中心とする娯楽文化を加味した大総合ショッピングセンターへの転換」を発想した。新たな需要を喚起するために経営多角化の一環として買物と演芸鑑賞を同時に楽しめる複合的な商業施設を経営するという、新しい大阪歌舞伎座建設と併せた二本柱の構想であった。
具体的な構想としては、旧歌舞伎座を閉鎖し、同時に難波駅（南海）近くの難波新地五番町で営業している映画館「なんば大映（大映映画劇場）」を解体、その跡地に新しい大阪歌舞伎座を建設、空きビルとなる従来の旧大阪歌舞伎座の建物を「大総合ショッピングセンター」に改築する内容である。千土地興行は、アシベビル地下の「アシベ名店街」で売場を統制した名店街方式による商業施設の経営実績を積んだことで、新構想の商業施設でも経営の成功に自信を持っていた。松尾は、新装開業させる商業施設を難波や心斎橋の既存百貨店に対抗し得る小売店舗の集合ビルにすべく計画をスタートさせた。

### 商店の力を結集する総合ストア
1950年代中期の日本は戦後の混乱から脱し、経済は順調に発展を遂げていた。国民の生活水準も徐々に上がり、購買意欲やレジャー需要も日増しに伸びていたなかで、大型のショッピングセンターやスーパーマーケットが全国的に増え始めていた。大阪は元より関西でも有数の歓楽街である「ミナミ千日前」は集客力において最も潜在性が高く、近鉄線の難波延伸が計画されていた事情もあり、ミナミ千日前の一等地に建つ旧大阪歌舞伎座ビルを「大総合ショッピングセンター」に作り替えない手はなかった。劇場専用の建物では、時代の波に乗り遅れるとの考えから、商業施設と劇場を組み合わせようというのである。娯楽と文化を加味した新しい複合商業施設は、斬新な発想であることから大きな需要を喚起すると期待された。松尾は、中小の小売業者が結集して商売力を高めれば、大手の百貨店に対抗できるとの信念から、全国の繁華街に新構想の総合ショッピングセンターを広げていきたいとの考えも以下のように示した。
1954年12月に起こった労働争議以降、千土地興行はアシベ劇場の稼働率を上げ、大阪劇場の最上階に定員400人規模の映画館を増設、さらには芸能興行の企画が大きなヒットを生んだ影響が奏功して収支が改善していた。営業第69期（1956年（昭和31年）8月から1957年（昭和32年）1月まで）では、毎月2～3,000万円の黒字を出し、約8,000万円の利益を計上、さらには復配まで実現し、松尾の経営再建は成功したと評価された。会社の業績が回復したなかでは、松尾の計画と目論見に懐疑的な意見も一部にみられ、新しい歌舞伎座建設と旧大阪歌舞伎座の複合商業施設への改築に反対、または冷ややかに見る向きもあった。だが実際のところでは歌舞伎興行の低迷だけは依然として続いており、劇場（歌舞伎座）の稼働率を上げることは千土地興行にとって喫緊の課題となっていた。
1957年（昭和32年）に入り「経営基盤確立のため」とする松尾の強固な主張が反対を押し切り、不景気の最中ではあったが計画は事業化に格上げされた。同年10月には大阪新歌舞伎座の建設は大林組が請け負うことに決定、翌月の11月から建設工事に着手した。大阪新歌舞伎座の設計者には村野藤吾が起用され、現行の洋風デザインから一転して桃山調・唐破風作りの和風デザインを採用した。観客の収容人員は旧大阪歌舞伎座の3,000人から1,800人へと減らし、劇場内には豪華ロビーやエスカレーターを設置、1,000人の観客が地下大食堂で一堂に会して食事を楽しめるなど、テナントの飲食店も含めて食堂の設備を充実させる設計とした。それに伴い旧大阪歌舞伎座は1958年4月25日の「新国劇・歌舞伎座サヨナラ公演・千秋楽」の上演を最後に月末で閉鎖され、翌5月から複合商業施設への改築工事が開始された。同時に旧歌舞伎座の地下で営業していた「歌舞伎座地下演芸場（通称「歌舞伎地下」）」も閉鎖された。「大総合ショッピングセンター」を謳う新たな商業施設は、大阪新歌舞伎座開業予定の1958年（昭和33年）10月に続き、同年12月の開業を目指した。千土地興行は、旧大阪歌舞伎座の改築費に6億円、大阪新歌舞伎座の新築に7億円、総額で約15億円を投じた。

### お買い物と娯楽の大殿堂「千日センター」
千土地興行が設ける新しい複合商業施設は、開業前において「日本初の大総合ショッピングセンター」または「立体的商店街」などと称し、当初テナントから固定家賃と保証金および振興協力金（共同管理費）を徴収して売場を賃貸する賃貸契約方式で経営を予定していたため、小売店舗の集合商業施設という意味で千日センターと呼ばれる予定だった。経営の目論見としては、専門店と百貨店の長所を盛り込んで「高級路線のショッピングセンター」を目指した。商業施設に加えて劇場も併設されることからテナント募集の案内パンフレットではお買い物と娯楽の大殿堂をキャッチフレーズに掲げて宣伝し、月間の売り上げを「5億円から6億円」、開業月に限っては「10億円」と強気の目標設定とした。
ところが開業準備の時期がなべ底不況と重なった影響でテナントの募集に対して応募が低調になる誤算が生じた。入店に応募してきたテナントは、予定数全体の1割程度という有様だった。千土地興行がテナントに課す保証金や家賃が1958年（昭和33年）当時の大阪ミナミの相場からしてもかなりの高額であった要因も応募の低調に追い打ちを掛けた。最も高額な家賃は、場所的な条件の良い地階および1階で契約1坪（3.3平方メートル）あたり6,500円、保証金同50万円、管理費同2,500円だった。大卒の初任給が1万3,000円だった時代であり、割高感は否めなかった。開業まで残り1か月となった1958年11月時点でも千日センターに応募するテナント数は低調だった。千土地興行は新聞の紙面広告などで二次募集を掛けたが、それでもすべての売場を埋めるのは難しい状況だった。

### 千日センター改め千日デパート開業
千土地興行は、千日センターの開業前にテナントに対する契約方式を大きく変更した。当初予定していた賃貸契約方式から一転、商業施設側が売場を直接統制し、入居するテナントから保証金を徴収せずに商品を納入させて売場の営業権を与える形態に改めた。各店舗の総売上金から一定割合の売上歩金を家賃（15パーセント）および振興協力金（6パーセント）として徴収する「納入契約方式」に変更し、「名店街方式」による営業を取りやめた形でとなった。テナントが販売するすべての商品は、納入先の統制下に置かれた売場で販売し、同時に納入先のブランドを適用する「デパート方式」を採用したことから、商業施設の名称を千日センターから千日デパートへ変更して営業する運びとなった。
開業間際に新たな契約を結ぶ納入契約テナントから保証金を徴収せずに商品を納入させて営業権を与えることは、すなわち来る者は拒まず、形振り構わず短期間に売り場の空きスペースを埋める方策だと考えられた。 当初は納入契約テナントに対して「保証金無し・家賃一坪あたり月1万円」という破格の条件が提示されていたこともあり、すでに契約済みの賃貸契約のテナントは、体裁を整えない露店かと見紛うような極小店舗を多く入店させて商業施設全体が不安定な状態で開業することに強く反対した。準備に更なる時間をかけるため、翌年（1959年）の3月か4月に開業を延期するよう千土地興行に申し入れたが受け入れられず、当初の予定どおり12月1日に開業する運びとなった。
開業前日の11月30日15時30分に大阪の名士を多数招待して開業記念式典が開催された。翌日の12月1日10時、千日デパートは開業した。千日デパート開業時の新聞広告に載った宣伝文には以下の内容が書かれていた。
旧大阪歌舞伎座からの改装オープンであり、話題の商業施設であると強調された。実際に千日デパートは日本初の「大規模ショッピングセンター」として流通業界を中心として全国的に注目され、主要な新聞の経済面には開業の話題が踊った。千日デパートが開業時に掲げたキャッチフレーズは「夜10時までのお買い物天国が誕生しました」「お勤め帰りでもごゆっくりお買い物ができる夜のデパート！」であった。歓楽街のミナミ千日前で営業する商業施設の利点である夜間営業の強みを最大限にアピールした。竣工記念として12月1日から7日までの1週間「竣工記念大売り出し」を全館で開催、また竣工記念のイベントとして3階のホールにおいて服飾テナントや出版社の協賛で「ファッション・ショー」が開催された。
高い注目度のなかで華々しいデビューを飾った千日デパートであったが、開業前の混乱の影響で当初の目論見である「高級向き」から一転して「大衆向き」に経営路線を変更せざるを得なくなり、順風満帆とは言い難いスタートとなった。しかしながら、松尾が新構想の大総合ショッピングセンターの理想として掲げた「小商店の力を結集して百貨店に対抗する」という実態には叶っており、また歓楽街ミナミ千日前の土地柄や客層からすれば、取り扱う商品を大衆向きに特化した戦略は合理的であった。

### 「松和会」と「商事」
契約方式の変更に伴い、入居テナントに対しては「納入契約方式（売上歩金収納）」が基本となった。だがすでに「賃貸契約方式（固定家賃収納）」で契約を結んでいるテナントも94店舗が存在していた。それらの賃貸契約テナントは開業から間もない12月9日、納入契約方式に一本化したい千日デパート側に対抗して賃貸契約の権利を守るためにテナント団体「松和会（しょうわかい）」を組織した。それを受けてデパート側は賃貸契約のテナント全体を総称で「松和会」と呼んだ。
一方でデパート側は、納入契約のテナント全体を総称で「商事」または「歩家賃業者」と呼んだ。これは地階から7階までの各階を「第一」「第二」「第三」の各商事に分けてデパート側が販売部門ごとに売場を統制し、納入契約の各テナントの売り上げを管理することを意味した。納入契約方式の各テナントは、いずれかの「商事」の傘下に入って千日デパート側と契約し、各販売部門から売り上げを管理された。
以上のように入居テナントの契約は、開業時において定額の固定家賃を収める賃貸契約テナントと売上歩金を家賃とする納入契約テナントが混在する形になった。「賃貸」と「納入」のテナント比率は3対7で、千土地興行は月額の家賃収入を1,800万円と見込んだ。1958年（昭和33年）12月1日の開業当初より、デパートの運営は3つの組織によって成され、事業主は千土地興行（後の日本ドリーム観光）、経営および施設管理は12月4日に新しく設立された子会社の「株式会社千日デパート（千日デパート管理株式会社）」が、そこに出店テナント約350店で組織する「商人会」が物品販売の形で加わった。

## 開業当初の特色
1958年（昭和33年）12月1日に開業した千日デパートは、300を超えるテナントが営業し、施設内に演芸場の「千日劇場」や「屋上遊園地」を備え、また年中無休で22時まで営業するなど、大阪ミナミ界隈の大型商業施設の常識を覆す特色を持っていた。その一方で幾つかの「弱点」を抱えて営業していたこともあり、周辺の老舗百貨店や納入業者などからは千日デパートの行く末に疑問を持たれていた。以下に開業当初の営業形態、建物の特徴、開業当初のフロア構成、特色と弱点、宣伝とサービスについて記す。

### 開業初期の営業形態
千日デパートの開業初期の営業形態は、地下1階から地上3階までを小売店舗が多数営業する専門店街、4階を問屋直販および中古品などの特売品販売所、5階を診療所や美容室、集会所、6階を千日劇場と食堂街、7階を大食堂（開業当初は準備中）、屋上を遊園地（開業当初は準備中）としていた。千日デパートは「毎日、千日、千日デパート」「一番安い皆様の千日デパート」「経済的な皆様の千日デパート」などのキャッチコピーで知られ、大阪ではテレビやラジオのコマーシャル、新聞広告などでお馴染みだった。6階の演芸場「千日劇場」は、お笑いを中心とした大衆演芸や技芸を上演して人気を博し、デパートの中核施設として集客の呼び水となった。1959年（昭和34年）4月から屋上に設置された観覧車「ワンダーホイール」は、全高15メートルを誇り、その当時において屋上遊園地としては日本一の規模で大阪の名物となった。1963年（昭和38年）5月10日には7階のオフィス用フロアに「メキシコ関西名誉領事館」を開設した。前年に松尾國三がメキシコ合衆国より名誉領事就任を打診されて話がまとまり、外務省の承認を経て正式に任命された出来事がきっかけとなった。松尾が同職を退任するまでの5年間、名誉領事館の入居が続いた。

### 建物の特徴
千日デパートビルは、初代大阪歌舞伎座を商業ビルに改築した建物で、旧劇場として使われていたころの名残が各所に残されていた（後述）。建物の構造と規模は地上7階建で地下1階と塔屋3階建を含む鉄骨鉄筋コンクリート造（SRC）および一部鉄骨造である。高さは40.3メートル（塔屋3階最上部）、建築面積は3,770.21平方メートル、延べ床面積は2万7,514.64平方メートルである。
外観では、ビル北東側正面の壁面には「千日（Sen-nichi）」のイニシャル「S」を図案化した直径7.2メートルの緑色の円形ロゴマークが掲げられ、千日デパートのシンボルとなっていた。夜間にはネオンサインによって緑色に光輝く巨大なロゴは、旧大阪歌舞伎座時代の直径13メートル「正面大円形窓」を想起させた。
建物全体が青磁色のタイル張りだった旧大阪歌舞伎座ビルから一転して改築した千日デパートビルでは、6階と7階を除く外壁全面にクリーム色の単色モザイクタイルを貼った。7階の外壁にはブラウンとグレーをメイン基調にした大小の菱形模様を複数色のガラスモザイクタイルを巧みに組み合わせてデザインし、一定のパターンで横一列に配した。千日劇場がある6階には、南面を除く全周にバルコニーを設置した。ビル2階から7階の北西側エリアは、L字型平面の中二階（中層階）構造になっており、各階の標準床（スラブ）とは独立したフロアを形成していた。上記同エリアの外窓は、標準の窓とは垂直方向に半分ずれて配置され､独特の外観をしていた。各階の中二階エリア（M2FからM8F）に出入りするための出入口は、階段の踊り場横に設けられていた（西側設置のD、E階段）。北西側・中二階エリアのことを千日デパートでは「外周後方管理部門」と呼んでおり、主にデパート事務所、福利厚生施設、管理施設として使われた。
ビルの内部は、1階北東側の正面入口を入った場所にS字型のスロープを作り、旧大阪歌舞伎座ビルからの踏襲としてスロープを取り囲むように円柱形の大柱が円状に8本配置された。旧歌舞伎座時代には大柱8本が取り囲む内側部分は1階から3階まで円形の吹き抜けになっていたが、改装を機に2階と3階に床を増やして「丸穴」を埋めた。ビル中央部にある旧劇場客席と旧舞台の4階分の高さがある巨大な吹き抜けは、2階中央部分を除いて各階を増床した。1階売場の中央部には、旧観客席の名残として高さが2階分もある吹き抜けを残した（開業時において。上記部分はのちに増床）。
北東側の螺旋階段は、旧歌舞伎座時代に採用した「クリンカータイル」を廃止し、大理石または御影石を用いたテラゾーで作られ、手摺には楢材を使用、「南欧風モダン建築」といわれた旧歌舞伎座時代の洒落た雰囲気を踏襲した。商業ビルへの改築で1階から7階までのビル中央部にエスカレーター（日立製）を新設した（6階～7階連絡用1基は後に廃止）。エレベーターは既存11基（配膳用2基、スケートリンク専用2基を含む）のうち7基を廃止にし、新たに4基を新設（低層階用3基、南側塔屋直下1基）、合計8基（日立製）とした。

### 開業時のフロア構成
開業当初の千日デパートのフロア構成は以下のとおりである。
| フロア  | テナント・おもな販売物品など |
| ------- | --- |
| 塔屋3階 | 準備中（のちに展望台を設置） |
| 塔屋2階 | 店舗無し（エレベーター機械室） |
| 塔屋1階 | 準備中（のちにティールーム、売店などが営業） |
| 屋上    | 準備中（のちに屋上遊園地が営業） |
| 7階     | 準備中（のちに大食堂、観光物産展会場などが営業） |
| 6階     | 千日劇場 中華料理店 和食店 甘味処 ビクターコンサートルーム（のちに室内遊技場も営業）など |
| 5階     | 内科医院 眼科医院 美容院 各種集会所（催事場）など |
| 4階     | オール雑貨大特売場（卸問屋直販、中古品販売）など |
| 3階     | 各種小売店舗（オーダーメイド紳士・婦人服、紳士服、婦人服、呉服、肌着、貸衣装、紳士婦人用品、子供服、ベビー用品、衣料品、洋品雑貨、袋物、装飾品、帽子、靴、手芸用品、和洋人形、羽子板、和洋家具、ミシン、編機、ショール、モードルーム、テレビ教室、喫茶、軽食など） |
| 2階     | 各種小売店舗（オーダーメイド紳士・婦人服、紳士服、婦人服、服地、肌着、靴下、寝具、振袖、呉服、洋品雑貨、カメラ、時計、貴金属、真珠、鼈甲、メガネ、万年筆、室内ゲーム品、手品用品、毛糸、靴、履物、アクセサリー、手芸用品、ビニール品、花瓶、ハンドメイド人形、スポーツ用品、釣具、事務用品、アルバム、金庫、クリーニング店、和洋菓子、洋酒、喫茶グリルなど）                                         |
| 1階     | 各種小売店舗（オーダーメイド紳士・婦人服、紳士服、婦人服、肌着、靴下、服地、紳士婦人用品、洋品雑貨、ベビー用品、衣料品、アクセサリー、ハンドバッグ、帽子、履物、手芸用品、傘、ショール、サンゴ、象牙、額縁、蒐集用切手、写真用品、アルバム、文具、万年筆、印章、印刷店、靴、履物、皮革製品、ゴム製品、玩具、人形、レコード、楽器、電気器具、刃物類、釦、化粧品、薬局、旅行案内所、煙草、喫茶室など） |
| 地下1階 | 各種食料品店・各種小売店舗（和洋菓子実演販売、名産品、紅茶、海苔、乾物、梅干、漬物、野菜、果物、肉類、鮮魚、惣菜、水産加工品、珍味、缶詰、昆布、京物、生花、陶器など ）飲食店（コーヒースタンド、ハイボールスタンド、ジュースコーナー、サントリーバー、洋酒喫茶、グリル、寿司、各食堂など） |

開業当初は、テナントの大半が個人経営の小売店舗で占められており、京阪神地区の老舗や個人商店、卸問屋など合計338店が出店していた。販売されていた商品も多種多様で、食品から日用品に至るまで、市場の如く何でも販売されていた。各店舗は開放空間型フロア（オープンスペース）での対面販売を基本とし（一部店舗を除く）、ビル内の各階に小規模な商店が密集する文字どおり「小売店舗の綜合ショッピングセンター」「立体的商店街」と呼ぶに相応しい営業形態となっていた。キーテナント（中核店舗）と呼べる大型店舗は存在せず、6階「千日劇場」「ビクターコンサートルーム」「食堂街」、7階「大食堂」、屋上「屋上遊園地」が集客の目玉となっていた。4階には特定のテナントは入居せず、特売品を販売する特設コーナーとして主に問屋からの直接仕入れや質流れ品、中古品（セコハン）を販売した。近畿日本鉄道の関連会社「近畿日本商事（近商）」が経営する飲食店が2店舗入店し、地階にバーを併設した洋食店「グリル近鉄」を、また1階東側・正面出入口付近に喫茶洋菓子店「近鉄ベーカリー」を営業した。

### 特色と弱点

#### 最大3割の安売り、年中無休で22時までの営業
開業当初の千日デパートの大きな特色は「百貨店法・第二章第八条」などの縛りを受ないことから営業時間が10時から22時までと長く、年中無休であること、本町などの繊維問屋・約100店が千日デパートに商品を直接納入して「特売場」と称する4階売場で新品や中古品を販売することから、市場価格よりも最大3割の安売りが実現できることにあった。包装紙を共通化してコストを下げ、セルフサービスの導入や、市内配達を無料にするなど「大阪有数の歓楽街ミナミ千日前」の地の利を生かし、集客力を高めて利益を出すことが見込まれた。百貨店よりも4時間長い「22時までの営業」は最大の特色であり、歓楽街ミナミ千日前の客層に受け入れられる公算が大きいと考えられた。実際に夜間の集客と売り上げは好調を維持した。大型商業施設の夜間営業は昭和33年当時としては珍しく、近隣の百貨店が18時にすべて閉店した後は、千日デパートが夜間の集客を一手に引き受ける形となった。安売りや夜間営業は千日デパートの大きな魅力であり、強みであったが、逆にそれが懸念材料として重くのし掛かる一面もあった。

#### 出店コストとミナミでの勝算
千日デパートは、開業時において入居テナントやライバルの百貨店から「目算」について疑問を持たれていた。
その理由は、
- 家賃や管理費などの出店経費が高額で、一定の売り上げが見込めなければテナントの赤字は長期化して利益が出せない。
- 難波や心斎橋、梅田のような商業地域とは異なり、歓楽街「ミナミ千日前」にショッピングセンターを設けても客層に買い物客は少なく、夜間遅くまで営業したところで飲食店以外に集客を見込めるのかどうか定かではない。
- 開業時点では、近鉄難波線（上本町・難波間）の実現する目途がまだ立っていなかったことからも集客力に疑問を持たれていた。

などである。
実際に開業後の集客状況を見ると、昼間は集客が思わしくなく、ビル全体が閑散としていたが、夕方以降になると一気に店内に客が押し寄せ、一日の売り上げの大半を夜間の時間帯に賄うという著しい偏りが見られ、予測された懸念が顕在化した。千土地興行は、アシベ名店街（大阪名品店）での営業実績から千日デパートの成功に自信を見せていたが、上記名店街が短期間で閉店したことからすれば、経営は失敗したとする評価が大阪では一般的であった。そのことから千日デパートへの出店に勧誘されたり、出店を検討したりする問屋などは、二の足を踏むところも多かったが、とりあえず1、2か月は赤字覚悟で様子を見て継続するかどうかを決めようとする店舗も多かった。業態や客層、取扱商品の違いなどから難波・心斎橋界隈の百貨店は「千日デパートは、我々の競争相手としては深く意識しない」とした。
その一方で近畿日本鉄道（近鉄）は、千日デパート開業前に千土地興行から旧大阪歌舞伎座ビルの改築や商業利用について相談を受けていた事情から、自社路線の難波線が開通すれば充分に商機はあると考えた。近鉄の関連会社「近畿日本商事（近商）」が逸早く地階と1階に飲食店用の売り場を確保するなど、企業によって千日デパートの見方は大きく分かれた。一部からの懸念に対して千土地興行は反論し「人の流れをみれば、千日前全体が一つの一体的なターミナルであるのは明らかで、地の利も十分にある。特売と夜間営業の強みはあり、テナントの経費の問題は、低コスト化とサービスの拡充で対応する」とした。

#### 目立つ売場の空きスペース
開業当初の千日デパートは、営業する場所に縛られない納入契約の個人商店が多く出店していたことから（全体の7割）、任意に場所を移動して営業する店舗が後を断たず、売場の統制が端から見ても上手くいっているようには見えなかった。賃貸契約の店舗は、特定の売場での営業権が確保されており、一定の規模で店構えを整えていたが、納入契約の店舗は、その大半が販売台一つで商品を並べ、まるで露店かのような店構えで営業していた。場所的な条件の良い1階に比べて2階から上の階は「納入」と「賃貸」の店舗が混在し、上階に行くほどフロアの所々に出店していない「空きスペース」があるなど、千日デパートのスタートは、けして理想的に運んだわけではなかった。6階の「千日劇場」へ観劇に向かう客がエスカレーターを昇る際にフロア全体を見下ろし、売場全体の雰囲気を「まるで縁日の夜店」と表現することもあった。

#### 不足する売場面積
千日デパートビルは、劇場の旧大阪歌舞伎座ビルを改築した建物であることから、商業施設としては構造上の欠陥を抱えていると指摘する向きもあった。元々は地階から4階までの建物中央部に舞台および劇場客席の大きな吹き抜けがあり、3階と4階は改築時にフロアを増床したが、2階の中央部は改良を見送った。その影響で開業後も2階中央部に吹き抜けの名残が存在し、1階中央部の天井の高さは2階分（約10メートル）もあった。更に5階から7階の建物中央部にも「千日劇場」がある関係で、建物全体として多くの売場面積を確保できなかった。総床面積の57パーセントが通路や階段、吹き抜けの部分で占められ、残りの43パーセントの売り場面積だけでは売り上げ的に不利だと考えられていた（開業当初において）。のちにその欠点を補うため、2階中央部の吹き抜け部分を増床し、新たに約8パーセント程度の売り場面積を確保した。

### 宣伝とサービス

#### 壁面広告
千日デパートの北東側は同デパートの正面にあたり、表玄関に相当する出入口が設けられていた。デパート正面は、千日前と道頓堀を繋ぐ千日前通を行き交う大勢の通行人から最も目立つ位置にあることから、外壁に直径7.2メートルのデパートのシンボルマークも掲げられていた。目立つデパート正面の壁面全体を宣伝に活用していたことも大きな特色の一つである。昭和30年代は全国の商業施設で壁面を利用した「壁面広告」を打つことが活発な時期で、流行ともいえる状況であったが、千日デパートでは基本的な宣伝域を飛び出し、北東正面の壁面全体を巨大な看板のように用いて宣伝広告を打っていた。千日デパートでは開業時に「折り鶴」をモチーフにした装飾を壁面に施した。「折り鶴の尾」の先端は、ビル6階に達するほどの大きさがあった。1961年（昭和36年）7月に奈良ドリームランドが開業した際には「夏の夢の国　ドリームランド　10,000名様御招待と豪華景品が当る！」とのキャッチコピーで特大の壁面広告を掲げた（大阪市営観光バス「大阪遊覧」のパンフレット掲載写真から）。看板の題材として奈良ドリームランドの4つの主要テーマである「過去の国」「冒険の国」「幻想の国」「未来の国」を象徴する場面が細かく描きこまれた。壁面広告の高さは4階まで伸び、幅は北東壁面の全幅に及ぶ威容を誇った。千日デパートの壁面広告は、昭和40年代に入ると行われなくなり、垂れ幕や看板、ネオンサインといった一般的な屋外宣伝へと変わっていった。

#### 割引券・招待券
買い物客に対するサービスの一環として、多くの商業施設と同じく千日デパートでも一定額以上の買い物をすれば割引券や招待券を贈呈することは頻繁に行われていた。購入金額200円から500円ごとに補助券1枚を配布し、一定枚数を集めると割引券や招待券と交換した。一例として1966年（昭和41年）3月の「全店フラワーセール」と題するキャンペーンでは、購入金額500円ごとに抽選補助券を1枚配布し、10枚（5000円分）を集めると抽選券1枚と交換できた。抽選の当選者には静岡県南伊豆の温泉施設へ2名様・合計50組100名様を招待した。「御招待券」に関しては、旧千土地興行（日本ドリーム観光）が経営する娯楽関連施設に千日劇場（千劇）、奈良ドリームランド、大阪劇場（大劇）、直営映画館、アシベ劇場（上記施設は大映に賃貸）などがあったことから、それらの施設への「御招待」を一つの売りにしていた。1960年（昭和35年）3月に配布していた「春の謝恩大セール・観劇補助券」では、購入金額200円ごとに1枚の補助券を配布、一定枚数を集めると招待券1枚に交換できた。補助券5枚（1,000円分）で大劇名画座の洋画鑑賞および千日劇場の演芸観賞、補助券10枚（2,000円分）でアシベ劇場の大映映画鑑賞、補助券15枚（3,000円分）で大阪劇場の芸能公演と映画鑑賞などとなっていた。

#### 中元大売出
お中元の期間には「SUMMER SALE・全店中元大売出し」と題し、毎年夏に大規模なセールを行うのが千日デパートの恒例になっていた。1966年7月後半の中元大売り出しでは、お中元の定番ともいうべき食料品の詰め合わせの販売に力を入れた。
たとえば、
- 土井・志ば漬詰合せ2,000円
- 松岡・奈良漬600円
- 松前屋・塩昆布詰合せ300円
- 千日デパート特選・箱入り砂糖3kg700円
- 千日デパート特選・ハム詰合せ500円

など、千日デパートオリジナルのお中元商品も販売した。
食料品単品のセールも並行して行われ、3日間限定で
- 不二家ハイカップ270円を170円
- 森永ハイクラウンチョコレート70円を49円
- デルモンテトマトジュース60円を45円
- 日清焼きそば30円を19円

で販売した。また1,000円以上の購入で皿1枚をプレゼントする特典もあった。
1966年7月の中元大売り出しでも抽選プレゼントは実施された。購入金額500円ごとに抽選補助券1枚を進呈し、6枚（3,000円分）で1回の抽選とした。「はずれ」は無しで、
- 1等は1万円分の賞品引換券
- 2等は4,000円分の賞品引換券
- 3等は2,000円分の賞品引換券
- 4等は渡辺製菓ジュースの素、日清サラダ油などの商品から1点を選択
- 5等は森永チーズクラッカーなど5商品のうちから1点を選択
- 残念賞としてロッテガムや干しブドウなど7商品のうちから1点を選択とした[126]。

## 事業主の大改革
千日デパートの事業主である「千土地興行」は、1963年（昭和38年）7月に商号（社名）を「日本ドリーム観光」へ改称し、1966年（昭和41年）6月には業態を「不動産施設賃貸業」に改めた。事業主の大改革の影響は千日デパートにも波及し、業種かつテナント契約方式の変更をもたらした。さらには千日デパートに「大型テナント」が入店するきっかけが作られた。

### 社名変更
千日デパートの開業から4年7カ月ほど経過した1963年（昭和38年）7月25日、事業主の千土地興行は商号（社名）を日本ドリーム観光株式会社へと改めた。大阪のローカル企業から日本のレジャー産業を代表する企業への飛躍を企図したものである。社名変更の翌年1964年（昭和39年）2月には、資本金を38億円から倍増の76億円に増資した。昭和30年代後半に入ると高度経済成長も軌道に乗り、レジャーの多様化が加速した。特に若者は「行動するレジャー」を楽しむようになったことに加え、自家用車の普及が進んでレジャー産業の構造にも変革が求められるようになり、商機が拡大したことが本社の改革決断の背景にはあった。恒久的な成長を目指す旧千土地興行は、社会変化の流れを逸早く掴んだ。

### 業種変更
1966年（昭和41年）6月1日に日本ドリーム観光（旧千土地興行）は、経営方式を大きく変更し、分社化と経営多角化を遂行した。従来の経営は、本社内に「興行部門」「遊園地部門」「ホテル部門」「賃貸部門」という4つの部門を設け、賃貸部門を除く3つの部門に対して本社が直接的に経営を行っていたが、経営方式の変更後は、各部門の営業所を7つの営業子会社として分離独立させ、各営業子会社に対して日本ドリーム観光が保有する不動産や営業設備を貸し付け、その賃貸料を収納する経営方式に変更した。これにより日本ドリーム観光は不動産施設賃貸業を主力とする総合レジャー開発企業となった。
経営方式および業種変更に至った背景としては、1964年から1965年にかけての昭和40年不況に直面し、映画上映および歌舞伎興行の衰退による観客数減少で減収の影響を大きく受けた。さらには1964年に開業した横浜ドリームランドへの建設投資に120億円を費やし、奈良ドリームランドの入場者数減少に伴う減収が響いた事情などにより、1965年7月期の最終損益は1億7,900万円の赤字になり無配に転落、経営難に陥ったことにある。経営の立て直しと経営の効率化は、日本ドリーム観光にとって早急に解決すべき課題となっていた。この経営方式変更による大改革は成功し、のちの営業第99期（1971年8月から1972年1月まで）において復配を実現した。一方で営業子会社の分離独立に関して、大阪証券取引所（大証）からは「本社一括経営であれば各グループ企業の営業実績は公表されるが、経営分離によって『各社の赤字』が決算上どのように処理されるのか不透明になり、粉飾に繋がる恐れがある」などと懸念が示された。

### 本社直営となった千日デパート
千日デパートは、旧千土地興行本社の旧経営方式下では「賃貸部門」に属しており、千日デパートの経営管理を行う子会社の「千日デパート管理株式会社」に旧千土地興行保有の千日デパート関連の不動産と建物および設備が賃貸され、その賃貸料が本社の収益となっていた。1964（昭和39年）5月、日本ドリーム観光（旧千土地興行）は、本社組織内に千日デパート管理部を創設し、子会社の千日デパート管理株式会社から千日デパートの経営を移管した。これにより千日デパートは日本ドリーム観光本社が直轄直営する商業施設に変更され「千日デパート部門・千日デパート管理部」という本社組織内の独立した直営部門に属するとともに本社が直接的に経営を管理することになった。#事業主　#千日デパート管理部　
千日デパートの経営管理から外れた千日デパート管理株式会社は、1966年（昭和41年）6月1日に社名を「千日興行」へ改め、興行全般の運営管理、千日劇場の運営、大劇および京劇会館の経営管理、上記の両建物内で営業する各施設の経営管理を担当することになった。日本ドリーム観光本社の直営施設は「千日デパート部門」の他に「忠岡ドリーム部門」の「忠岡ドリームボウル」と「忠岡ドリームサウナ」のみで（1972年4月時点）、直営の両部門は、グループ企業全体の中では経営的に異彩を放っていた。

### 賃貸契約方式への一本化
千日デパートは、1967年（昭和42年）に入ったところで売場統制を廃止したうえで、入居するすべてのテナントに対する契約方式を一律に賃貸契約方式に変更した。デパート開業以来、賃貸契約と納入契約のテナントが混在していたが、賃貸契約への一本化を図った。元々は賃貸契約のテナントのみに売り場を貸す予定にしていたが、不景気などの影響で入居テナントの契約が予定数に満たなかったために「売場の穴埋め手段」として急遽、納入契約方式を導入した。入居する際に保証金も必要なかったことから小規模な小売店舗が数多く入店する状況を作ったが、昭和40年代に入ったところで大手企業経営の大型テナントが入店する機会が生じたことで納入契約方式の役割は終わったとの判断があった。賃貸契約方式への一本化により、開業当初からの賃貸契約テナントは「旧賃」、新しく賃貸契約を結んだテナントは「新賃」と呼ばれた。
1967年（昭和42年）3月以降、千日デパートは大型テナントを中心とする賃貸契約方式の複合商業施設へと大きく変貌し始めた。これにより、1958年の開業準備の段階で当初から予定していた賃貸契約テナントのみに売場を貸す商業施設「千日センター」が事実上では実現した。しかしながら「千日デパート」から「千日センター」へ店舗名を変更することはなかった。

## 大型テナント入店
1967年（昭和42年）に千日デパートは、テナントに対する契約を一律に「賃貸契約方式」へ統一した。それ以降は大手企業経営の大型テナントが入居する流れを作った。千日デパートが売場を統制せずに各入居テナントが独自に商品やサービスを販売する「ショッピングセンター」形式が作られた。これにより千日デパートの事業主である日本ドリーム観光は、デパート経営から一線を画し、入居テナントから入店保証金を預かったうえで毎月の家賃および管理費などを徴収するという、千日デパートビルを活用した不動産施設賃貸業に徹することとなった。千日デパートの宣伝広告も変化し、独自のものは形を潜め、キーテナントが実質的に千日デパートの宣伝を担う形となった。大型テナント入店の背景、主要な各大型店の概要を以下に記す。

### 大型テナント入店の背景
千日デパートは、1958年12月1日の開業から「日本初の大型ショッピングセンター」として話題を呼んだ。年中無休で元日から開店し、22時まで営業するなど買物客から人気を集め、開業当初は売り上げが好調だった。開業から1年半後の1960年（昭和35年）7月の営業収入は7億9,005万円に達し、6,800万円の利益を生み出した。一時期においては大阪の大手老舗百貨店の売上を上回る実績を上げたこともあった。しかしながら、それから数年が経つと当初の開店景気も落ち、デパート全体の売り上げは徐々に下降線を辿っていった。営業形態はといえば、6階と7階で営業していた千日劇場や大食堂などの集客の核となるテナントを除いて、基本的には300店を超える多くの小売店舗で各フロアが所狭しと埋め尽くされ、その形態は開業から8年間あまり変わらずに続いていた（1958年12月から1967年2月まで）。歓楽街で営業していることから昼間は施設全体が閑散とし、夕方以降に客が増えて賑わいを見せるという偏った集客状況も、開業から何一つ変化がなかった。
事業主の大胆な変革とは相反し、何も代わり映えしない千日デパートであったが、昭和40年代に入ったところで活気づく大阪の好況感に乗り、従来からの営業形態を大きく変えようとしていた。大阪では1965年（昭和40年）9月14日に日本万国博覧会の1970年（昭和45年）大阪開催が正式に決定し、大阪市内の社会交通インフラ整備にも拍車が掛かった。万博開幕の1970年3月15日までに近鉄難波線（上本町～難波間）と地下鉄千日前線（桜川～谷町九丁目間）の開通、阪神高速道路の既存路線から4倍増の延伸（延長79.4キロメートル分）、なんば地下街「虹のまち（現なんばウォーク）」の開業（第一期分）が正式に決まった。
千日デパート界隈のインフラ整備も進む見込みとなり、デパート北側に面する千日前通（府道702号・泉尾今里線）の片側4車線・合計8車線（幅員50メートル）への拡幅が決まった。またデパート東側に面する千日前大劇筋（現千日前筋）や同南側に面する難波中央通（現・難波センター街通）にはアーケードの設置が決まった。旧千土地興行が千日デパートを営業するにあたり、千日前を「一体的なターミナル」だと考えていたことが、ついに実現する運びとなった。集客を増やすための条件が整うことからも契約テナントに大型店を呼び込む大きな機会が到来した。千日前でも坪単価700万円の一等地で営業していることに加え、限られた土地を最大限かつ効率的に有効活用できる商業雑居ビルは、大手大型テナントを入居させるには最適だった。千日デパートは、潜在力に見合った売上と収益を現状以上に増やすことを目標とした。
事業主の日本ドリーム観光（旧千土地興行）が1966年に経営方式を不動産施設賃貸業に大きく変え、千日デパートの入居テナントに対する契約方式を一律に賃貸契約に統一した1967年（昭和42年）以降、千日デパートのテナントに大手企業経営の大型店舗が加わる流れが出来上がっていった。その端緒となったのが1967年3月ニチイ千日前店の4階への入店であった。その後、地階にニチイ系列の食料品スーパー・ニューヤマトー千日前店が入店し、さらにニチイは3階にも店舗を拡げた。7階には日本ドリーム観光の子会社が経営する大型風俗店チャイナサロン・プレイタウンが入店した。5階では7階から移動した直営均一スーパーおよび直営物産と観光センターが規模を拡大して営業し、地階には常設のアトラクションスリラー館（お化け屋敷）が開業した。大型テナントが続々と入店し始めたその一方で、デパート開業以来6階で営業していた中核娯楽施設の千日劇場は、1969年4月30日に廃止となった。その後に旧千日劇場跡に7階プレイタウンが店舗を拡張し、6階と7階の2フロアで営業を始めた。1972年（昭和47年）4月に6階からプレイタウンが撤退したのちに同エリアをボウリング場（千日ドリームボウル）に改装する工事が始まり、同年8月からの営業開始を目指した。
以下に千日デパートの主要テナントのうち、中核テナント（キーテナント）および特筆すべきテナントの概要について記す。

### ニチイ千日前店
1967年（昭和42年）3月1日、「総合衣料のビッグストア」をキャッチフレーズにして全国展開する大手衣料品スーパーニチイがテナントとして4階に入店することになった。1958年のデパート開業以来、初の大型テナントの入店である。ニチイ入店の3か月前、すべての入居テナントに対する契約が「納入契約方式」から「賃貸契約方式」に変更された。従来から契約している4階の各テナントは、固定家賃と保証金および振興協力金（共同管理費）の新たな支払い契約に応じず、4階フロアから全面撤退し、4階の売場すべてをニチイが独占してニチイ千日前店として営業を始めた。その後にニチイは、同年10月に3階にも営業エリアを拡大した。3階で営業していた既存の各テナントも、その多くが千日デパートから撤退、または2階などの別フロアへ移動した（一部を除く）。
ニチイ千日前店は、千日デパートのなかで契約上の特約を幾つも持つ中核テナント（キーテナント）となった。北東側の正面出入口の真上には、2階外側に窓4枚を塞いでニチイ専用のショーウインドーを設置した。そのほかに1階正面出入口横のショーウインドー、デパート南側と西側に設置した巨大な看板は人目を引いた。販売商品は、おもに衣料品全般で、そのほかに寝具、呉服、洋品雑貨、カバン類、布地、化粧品、アクセサリーなどを取り扱った。入店してからしばらくしてニチイ千日前店の売り上げは、全国のニチイの中で最上位になり、千日デパート全体の集客も相乗効果で上昇した。
ニチイ入店によって千日デパートの宣伝スタイルも様変わりした。ニチイ千日前店が家主に成り代わり、新聞紙面や折り込み広告などで大々的な宣伝を打つようになり、セールやイベントを多く企画して更なる集客増を目指した。正月には芸能人を売場に呼び、興行を行うことも度々あった。千日デパートは、1967年3月のニチイ入店を機に地階から3階までを大幅改装し「名店街」と銘打ち新装オープンした。2階の吹き抜け部分を増床する「フロア増設工事」も併せて実施し、2,000万円の工費を掛け、同年9月30日に完了した。2階は274平方メートルのフロアを拡張し、新たな売り場を確保すると同時に更なる増収を目指した。
大手企業の「キーテナント」入店は、一部で賃貸契約上の弊害をもたらした。ニチイ入店に際して3階既存テナントの一部は、開業当初からの「賃貸契約業者（旧賃）」だったためにデパート側からの立ち退き要請に応じず裁判沙汰となった。賃貸契約は「特定の場所」での営業権が保証されており、家主の都合で勝手に店子を退去させたり、売場の移動を強制したりすることはできない。ところが家主の日本ドリーム観光は、既存の賃貸契約テナントに何らの相談もなくニチイと契約したうえで唐突に「2階へ移動してほしい」と要求したことが事の発端だった。のちにデパート側との間で和解が成立し、3階から立ち退かずに引き続き同じ場所での営業が認められた。4階とは対照的に3階でニチイがフロア全体を独占的に賃借して営業せず、フロア中央部やエスカレーター正面などの営業上において比較的条件の良い場所で他の小売店舗が4店舗営業していたのは、以上のような理由による。

### ニューヤマトー千日前店
ニチイ千日前店と時期を同じくして、地階に食料品スーパー・ニューヤマトーが入店した。ニューヤマトーは、1966年（昭和41年）6月にニチイと株式会社ヤマトーが50パーセントの同比率で共同出資して設立した「株式会社ニューヤマトー」が経営する食料品スーパーである。上記食料品スーパーは、ニチイ系列であることから、ニチイ千日前店と同様に千日デパートのテナントのなかでも中核を成し、広告や外部の看板で宣伝されていた。語呂合いによる先入観からなのか、過去の多くの資料や報道などでは「ニューヤマト」と誤って表記されているケースが大半である。

### チャイナサロン・プレイタウン
1967年5月16日、7階に大型風俗店チャイナサロン・プレイタウンが入店し営業を始めた。プレイタウンは、キャバレーよりも格式が落ちる大衆サロンで、水商売とは無縁な主婦などの一般女性が客を接待する風俗店であることから「アルバイトサロン」または略称で「アルサロ」と呼ばれていた。1セット200円から350円の低料金を売りにし、気楽に楽しめるとあって庶民に人気があった。営業は17時から23時までで年中無休、土曜日曜および祝祭日は1時間前倒しで16時からの開店だった。店の収容人員は客150人（最盛期550人）、ホステス約100人、従業員は約40人が勤務していた。店への出入りは、1階・南側に設けられた専用出入口および地階の専用直通エレベーターによって管理され、6階以下の各階で営業するデパートビル内の他のテナントからは完全に隔離された状態で営業された。プレイタウンは、6階以下の各フロアが21時30分（のちに21時に短縮）に閉店したあともデパートビル内で唯一営業している店舗であった。プレイタウンの経営者は、日本ドリーム観光の営業子会社「千土地観光」で、上記同社は親会社の風俗営業部門の不動産と資産を賃借し、売り上げ全体の中から賃借料などを差し引いた額を自社の収益としていた。プレイタウンは千土地観光が経営する風俗店10店舗のうちの一つだった。親会社が経営管理する千日デパートに子会社が経営する風俗店プレイタウンがテナントとして入店する形態になっていた。

#### プレイタウンの特徴
プレイタウンのホールの雰囲気は、おおよそ以下のとおりであった。円形の入口を通り抜けた先には、壁の全面に深紅の幕を張った広さ約120坪・直角五角形（連続3直角）のホールがあり、ホール中央には円柱形の大柱8本が円状に配置されていた。天井からは中華風灯篭やパーティー用モール、桜の造花が吊り下がり、床には濃紺と赤の絨毯が市松柄に敷き詰められ、上記と同配色のボックス席141個が所狭しと並べられていた。それらは「個人客用」と「団体客用」に分けて衝立や仕切り板37枚で細かく区切られていた。テーブルの上には、赤いランプシェードを被せた小振りなテーブルライトが置かれ、洒落た雰囲気を醸していたが、ボックス席の背には白いカバーなどは掛かっていなかった。仕切り板の上面には電気用延長コードが剥き出しのまま配線されているなど、高級なクラブやキャバレーに比べると室内装飾や調度品には豪華さが欠けており、どこか手抜きで安っぽい印象を与えていた。小じんまりとした扇形のステージではバンドの生演奏が入り、営業中はジャズや歌謡曲が絶えず奏でられていた。ステージ前のショースペースでは「豪華ショー」が毎晩のように演じられ、客とホステスが演奏に合わせてダンスを踊ることも定番となっていた。「チャイナサロン」と銘打っていたこともあって、一部のホステスはチャイナドレスを纏って接客している人もいた。だが大抵のホステスはノースリーブ・ワンピースのロングドレスかショートドレス姿であった。客に提供される食事は充実しており、丸皿で提供されるオードブル形式の料理は、おつまみのレベルを越えていた。高層ビルの7階で営業する風俗店ゆえなのか、ホールに面した外窓には、室内側に「金網」が嵌められていた。これは、酔った客の転落防止、または店内の物品を窓の外に投げる行為を防止する目的で設置されたと言われている。全体的な雰囲気では、まさに「大衆サロン」を地で行く風俗店であった。

#### 収益率トップの優良テナント
千土地観光が経営する風俗店は、どの店舗も売り上げが好調であったことから、上記同社は日本ドリーム観光の営業子会社の中でも収益率の高い優良な企業だった。松尾國三の功績を称える広報誌のなかで「我が国最高のキャバレー会社に成長した」などと自画自賛して紹介していたほどであった。その店舗のうちの一つである「プレイタウン」を7階に入店させたのは、大型店を増やして更なる増収増益を目論む日本ドリーム観光としては当然の決定だった。正式な店名を「アルバイトサロン・プレイタウン」とせずに「チャイナサロン・プレイタウン」とした背景には、ビルの7階という営業上において不利な場所であることから、目新しさや豪華さをイメージさせる戦略が隠されていた。1階南側の専用出入口の上部には、ホステス募集の大看板が常に掲げられていた。看板には「月収二十万円のホステスがいるチャイナサロン」「ニッポン一のチャイナサロン1000坪」「ホステス大増員500名大募集」などの文言が踊り、店の規模や群を抜いて優秀なホステスがいる店であることを宣伝していた。専用エレベーターホールには、独特の宣伝文句が貼られ「吾、今宵プレイタウンにあり　恰も天国に遊ぶ心地なり」と綴られていた。この文は、千土地観光で管理者を務めていた作家の磯田敏夫氏が作っていた。アシベビル1階のアルサロ「ユメノクニ」や大劇レジャービル（旧大阪劇場ビル）「大劇アルバイトサロン」の各外壁に掲げられていた宣伝文句も磯田氏の作であり、独特の風合いを醸す文章で人目を引いた。

#### 6階に店舗を拡張
プレイタウンは、開業から2年後の1969年（昭和44年）6月15日に同年4月30日で閉鎖になった6階千日劇場の場所を利用して営業エリアを拡張し、7階と併せて2つのフロアで営業を始めた。営業面積は40パーセント増え、2フロア合計で2,575平方メートル（780坪）となった。6階ホールと7階ホールをスロープ状の連絡通路で繋ぎ、拡張した6階ホールには、増改築工事に3,000万円を投じてホール中央に噴水を設けて豪華なサロンを演出した。客の収容人員は2フロア合計で最高550人を誇った。しかしながら、その栄華も長くは続かず、拡張から3年後の1972年（昭和47年）4月17日にボウリング場改装工事が開始されるのに合わせて、6階での営業を廃止した。折からのボウリングブームによって改装は決まったが、実際のところプレイタウンでは集客力の減少で6階営業エリアが既に過剰設備になっており、閉鎖は当然の成り行きだった。6階と7階を繋ぐスロープ状の連絡通路も同時に廃止となり、即日ベニヤ板で仮閉鎖され、4月28日からボウリング場への改装がスタートした。

### 直営店舗
千日デパートに入店するテナントは、大手や個人に限らず基本的には外部小売業者の賃貸契約店舗で占められていたが、その一部に例外があり、千日デパート（日本ドリーム観光）の直営店舗も入店していた。それが「地階催事場」「100円200円均一スーパー」「全国の物産と観光センター」「日本ドリーム観光・観光総合案内所」である。千日デパートの収入は、入店テナントから毎月徴収する家賃および振興協力金（共同管理費）であるが、その金額は、ほぼ固定されており、安定した収益をもたらしていた。入店テナントの各売上は、賃貸契約方式に一本化した1967年以降では千日デパートの収益には直接的に影響しなかった。直営店舗の収益は、売上によって直接の影響を受けることから、事業主の日本ドリーム観光はそれらの経営にも力を入れた。
7階「チャイナサロン・プレイタウン」については、日本ドリーム観光の営業子会社「千土地観光」が経営していたことから、実質的には直営店舗に準じていた。1969年4月末で営業を取り止めた6階「千日劇場」も営業子会社「千日興行（旧千日デパート管理会社）」の経営であり、プレイタウンと同様の存在であった（1966年以前は直営）。

#### 地階催事場
地下1階の北東側エリアには直営催事場が設けられ、1970年（昭和45年）7月18日から常設の人形館「スリラー館」が営業を始めた。これは世界各地の残酷な場面や怪談奇談を動く人形を用いて演出表現する施設で、一般的に言えば「お化け屋敷」または「蝋人形館」に相当するアトラクションであった。3カ月毎にテーマを変え、そのたびに人形や内装などの内容を入れ替えて営業していた。この人形館は千日デパートの直営である。営業開始直後は「スリラー館」であったテーマは「どっきり館」「千日お化け屋敷」「世界の恐怖と残酷の物語・動くスリラー人形展」などと変遷し、1972年5月13日の営業最終日においては「動くスリラー人形展・恐怖の地下室」と題されていた。デパートの各出入口の上部や脇に看板が掲げられ、人形を用いたディスプレイを使って大々的に宣伝していた。さらには館内および1階外周店舗外側の主要な場所にはポスターも貼られるなど、当該施設の営業に対する日本ドリーム観光の力の入れ様が窺われた。料金は大人150円、子供100円で、営業時間と休業日は各売場と共通である。

#### 均一スーパーおよび物産と観光センター
5階には千日デパート直営の店舗100円200円均一スーパーが営業していた。販売していた商品は主に日用品や生活雑貨品であった。元は5階または7階で営業していたが、1967年3月の全館改装オープンに合わせて5階に定着した。7階で営業していた直営・全国の物産と観光センターも均一スーパーと時期を同じくして5階へ移動した。上記直営店は、各都道府県の観光協会などが主催して観光PRをする店舗である。実質的には直営の催事場であり、一定期間ごとに主催者が入れ替わっていた。1967年以前でも5階催事場で同様のイベントは行われていたので、以下に一例を記す。たとえば1966年8月では、静岡県観光協会と静岡県西部地区観光協会が主催して「大阪から二時間・浜名湖と天竜川の『遠州路の観光と物産展』」というテーマで開催されており、内容としては観光映画の上映、浜松の大凧、浜名湖のうなぎの展示などが行われていた。

### 特筆すべき個人商店
当記事では、個人商店のテナントについては店名を除いて具体的な事業内容や特色などを割愛しているが、1967年3月以降に入店した個人商店のうちで特筆性がある「SANｰAI（サンアイ）」については以下に記述する。

#### SAN-AI
「SAN-AI（サンアイ）」は、1階で紳士服および紳士洋品雑貨を販売していたテナントである。1970年（昭和45年）10月25日に「SAN-AI・4号店」として入店した。入店時には屋号として「メンズショップ三愛」を登録していた。ところで「三愛」といえば、その当時においては婦人服販売大手の「東京銀座おしゃれの店三愛（現ワコール傘下の株式会社Ai（San-ai Resort）。以下、上記のことを｢銀座三愛｣と記す）が全国的に有名であったが、「SAN-AI」は「銀座三愛」とは全く無関係の大阪の個人商店であった。
「SAN-AI」は、紳士ファッションブランド「JUN」の商品を中心に販売し、のちに「VAN」「EDWARD'S」の商品も取り扱うようになり、千日デパートでの出店を契機に飛躍的な発展を遂げた。1971年12月3日には北区梅田の阪急ファイブに5号店も出店し、上記の施設内では計2店舗を構えた。阪急ファイブには後に「銀座三愛（大阪梅田店）」も出店し（1973年10月）、両店舗は同じ施設内で売上高と知名度の最上位を競った。その影響により「SAN-AI」の業績はさらに拡大した。
千日デパートで営業する「SAN-AI・4号店」は、1階・北西側外周部のシャッターや日除け幕に店名「SAN-AI」と販売する各ファッションブランド名を入れて宣伝し、千日デパートに入店する個人商店の中では比較的規模の大きいテナントであった（出店面積＝約50坪）。1970年入店時には｢JUNショップ｣を開設し、翌年4月には「EDWARD'Sブティック」を併設、さらに翌5月には「VANコーナー」も増設し、若い男性客に受け入れられて人気の服飾販売テナントとなった。人気を得た背景には、販売ブランドの知名度に肖った影響が大きかった。さらには値札や包装紙、レシート、買物袋、箱などに「三愛」「ミスターサンアイ」「SAN-AI」など、複数の異なる商標を混在させて使用していたこともあり、その紛らわしい名称によって世間一般からは「銀座三愛の紳士服販売部門」または「銀座三愛そのもの、もしくは系列店か提携店」だと誤認されていた側面もあって売上急拡大の一因になっていた。
「SAN-AI」の業績拡大によって、次第に「銀座三愛」との間で商号および商標権に関して対立が表面化し始めた。その状況により「SAN-AI」は、1973年（昭和48年）6月1日に法人化して屋号「メンズショップ三愛」を商号「ミスターサンアイ」へ変更したものの、1974年に「銀座三愛」から商号や商標を侵害されたとして商号および商標使用差し止め請求訴訟を提起された。約4年間に亘る法廷闘争を経て、1977年（昭和52年）3月に「ミスターサンアイ（SAN-AI）」の敗訴が確定した。
公判において「SAN-AI」側は、以下の主張をした。
- 創業時に「メンズショップ三愛」を屋号として登録した時点（1961年8月）では、大阪に「銀座三愛」はまだ進出しておらず、周知性がなかった。
- 1973年6月以降は商号として「サンアイ」を使用しているだけであり、商標または標章として使用していない。
- 紳士服および紳士用品販売を専門にしていることから、婦人服販売の「銀座三愛」との誤認混同はあり得えず、利益侵害もない。また商号を表示する際に「ミスター」「Mr.」｢男子専科｣などを附しており、紳士服の販売専門を強調している。

などと反論したが、その大半が裁判所に認められなかった。判決主文においては、企業活動に際して看板や値札、買物袋、レシートなどから「三愛」を連想させる文字列の記載部分を抹消、「サンアイ」を用いた商号や商標の使用禁止、法人化後の現商号（「ミスターサンアイ」の「サンアイ」箇所）の抹消手続きが決まった。
千日デパートに入居する「SAN-AI・4号店」については、1972年に起きた火災事件によって一時休業に追い込まれたが、千日デパートビル解体後に跡地に新築された「エスカールビル」内の「エスカールなんば名店会」にテナントとして入店し、商号および店名（商標）を変えて再営業した。

## 千日劇場
千日デパート6階には、開業当初から演芸場の千日劇場が併設され、通称で「千劇」と呼ばれていた。千日劇場はお買い物と娯楽の大殿堂をキャッチフレーズとして開業した千日デパートの中核施設でもあった。
開場初演のプログラムに書かれた御挨拶では「エスカレーターで楽々とお越しになれるモダンでデラックスな設備」「気楽な雰囲気の中に明るい笑いを誘う演芸場」など、商業施設の中にある演芸場であることがアピールされた。千日劇場は、千日前・道頓堀界隈では道頓堀角座およびなんば花月に並ぶ演芸場であり、「関西演芸常打ち七座」のうちの一つに数えられる存在であった。
元々は旧千土地興行（日本ドリーム観光）が中核の事業として演芸興行部門を直営していたことで千日劇場も同社の経営だった。のちに旧千土地興行から社名変更した日本ドリーム観光は、1966年（昭和41年）に業態を「不動産施設賃貸業」に改めたことにより、演芸興行部門を本社経営から分離して営業子会社の「千日興行」に演芸興行全般の経営を担当させる形態に変更した。その事情により本社の資産である「千日劇場」を「千日興行」に貸し付け、上記同社に千日劇場の経営全般を担わせた。

### 看板公演とテレビ中継
千日劇場の興行は、主に喜劇、漫才、落語、コメディー、浪曲、奇術、曲芸、軽音楽などの大衆演芸や技芸を中心に常打ちされ、曽我廼家五郎劇の流れを組む「お笑い人生劇団」や「センニチ・コメディ（千日コメディ）」、ルーキー新一率いる「ルーキー爆笑劇団（1967年2月から）」などの通称アチャラカ芝居と呼ばれた喜劇は、同劇場の看板公演となっていた。一時期は千日劇場で上演される興行が中継録画でテレビ放送されたこともあった。その代表的な番組は、1964年（昭和39年）9月から1年間、土曜日夕方18時15分から30分間放映された京唄子・鳳啓助主演のコメディ時代劇「ポテチン武者修行（読売テレビ）」で、1965年9月から翌年1月までは前作から改題して内容を強化した「ポテチン珍騒動（読売テレビ）」が放送された。さらには1965年（昭和40年）10月9日から1年半の間、土曜日の昼12時15分から30分間放送された桂米朝 (3代目)司会の大喜利番組「お笑いとんち袋（関西テレビ）」があり、それぞれ視聴者の間で人気を博した。

### 千日劇場の舞台を踏んだ芸人たち
千日劇場の主要な出演者は、千土地興行（日本ドリーム観光）の興行部専属であった。専属の芸人は200人ほどが在籍し、その代表格となるのは噺家では桂米朝　(3代目)、笑福亭松鶴 (6代目)、桂小文枝(3代目)、芸人では京唄子・鳳啓助、Wヤング、暁伸・ミスハワイ、タイヘイトリオ、松鶴家光晴・浮世亭夢若、人生幸朗・生恵幸子らであった。専属ではない芸人たちも数多く千日劇場に出演しており、松鶴家千代若・千代菊、チャンバラトリオなどが代表的である。千土地興行は、吉本興業などの興行他社と提携していたこともあり、多くの噺家や芸人が千日劇場の舞台を踏んだ。中継録画のテレビ番組の出演者としては「お笑いとんち袋」では司会者は桂米朝（3代目）、大喜利回答者は笑福亭松之助 (2代目)、桂小春団治 (2代目)、桂小米 (10代目)、桂米紫 (3代目)、桂我太呂、桂文紅 (4代目)、桂朝丸、吾妻ひな子が出演した。また「ルーキー爆笑劇団」ではルーキー新一、白羽大介、曾我廼家十次郎（森信）らが出演した。表舞台には立たなかったが、下座で上方寄席囃子を務めた無形文化財保有者の林家とみも千土地興行の専属で千日劇場の囃子方で活躍した。

### 営業形態
千日劇場の収容人員は847人、公演は1日2回（日曜祝祭日は3回）で年中無休、開演は11時30分（日曜祝祭日は10時30分）からだった。千日デパートが休業日（定休日水曜）でも千日劇場は営業していた。一般的な演芸場と同じく1か月間を上席（1日から10日）、中席（11日から20日）、下席（21日から31日）に区切り、10日単位で演目と出演者を入れ替えていた。入場する客の入れ替え制は実施されず、基本的に自由席制だったが、特別公演などの時に指定席が用意された。劇場オープン時に大人100円均一だった料金は、1962年（昭和37年）で大人270円、学生230円、小人130円、指定席350円、1968年（昭和43年）には大人350円、学生300円、小人200円、指定席450円となっていた（1968年千日劇場公演チラシより）。客席の稼働率は平均すると50パーセント前後で、人気の噺家や芸人の出演や看板公演などの際には大入りとなるが、それ以外の公演だと観客があまり入らず、約850人収容の大箱の割には客席の稼働率に著しい波があった。営業的に上手くいっていた昭和30年代でさえ観客の入りが思わしくない日があり、演芸評論家の矢野誠一によれば、あまりの閑散とした状況下で観客席にいた子供たちが鬼ごっこのような遊びをしていたこともあったという。

### 看板芸人の相次ぐ脱退
1966年から68年にかけて、日本ドリーム観光所属（旧千土地興行）の看板となる噺家や芸人らが専属契約を破棄して脱退、独立するケースが相次いだ。特に桂米朝 (3代目)、京唄子・鳳啓助の脱退は、千日劇場にとって興行的に大きな痛手となった。米朝や唄子・啓助が専属契約を破棄したといっても、彼らが千日劇場に出演しなくなったわけではないが、専属ではないことから出番は以前よりも減っていた。徐々に看板と呼べるような出演者は少なくなり、中継録画による興行のテレビ放送も相次いで終了した。千日デパートビル6階の不利な立地も相俟って、集客力は次第にじり貧になっていった。
千日劇場が営業する千日デパート6階には、食堂街が併設されていたこともあり、劇場の観客は観劇の前後に食事も楽しめることが一つの売りになっていたが、1967年に入ると大型テナント入店の流れから6階の食堂街は廃止となった。その後、旧食堂街エリアに既存のゲームセンター「レジャープラザ」が規模を拡大して営業した。その影響で千日劇場へはゲームセンターの中を通らないと出入り出来なくなり、劇場周辺の環境は一変した。
千日劇場は、起死回生の策として1967年2月1日に新たな看板公演「ルーキー爆笑劇団」を立ち上げた。旗揚げ記念公演「春のおとづれ（茂林寺文福作）」の初日に際し、座長のルーキー新一らが背広に裃姿の出で立ちで舞台に登壇して口上を述べた。前日に大阪市内をパレードした宣伝の効果が現れ、普段は閑散としている千日劇場としては珍しく、出入口には祝花が多数飾られ、客席は大入り満員となった。華々しい公演ではあったが、高齢者施設からの団体招待客150人などを動員していた現実もあった。

### 衰退期
千日劇場の開場10周年を記念して1968年11月からの1か月間、桂我太呂改め桂文我 (3代目)の三代目襲名披露特別興行が企画された。上方から桂米朝 (3代目)や笑福亭松鶴（6代目）、東京から林家正蔵（8代目）などの噺家たちが口上や落語を披露し、その他の芸人たちも出演して襲名に花を添える予定にしていた。その矢先に「ルーキー新一ら恐喝容疑で逮捕」の一報が開演前日にもたらされた。その出来事が水を差す形になったかのように、10周年記念公演ならびに三代目・桂文我襲名披露公演にもかかわらず、観客の入りは期間全般を通して満席の4分の1程度で今一つ思わしくなかった。看板公演の「ルーキー爆笑劇団」も座長連中の逮捕により出演取り止めになったことで、のちに自然解散となった。看板公演の消滅により、千日劇場の衰退に更なる追い打ちを掛けた。

### 劇場廃止
千日劇場は、1969年（昭和44年）4月30日の公演を最後に廃止となった。親会社の日本ドリーム観光が演芸興行部門から全面撤退したことに伴う措置であった。千日デパート開業当初のキャッチフレーズ「お買い物と娯楽の大殿堂」は、わずか10年半で終焉するに至った。奇しくも上方寄席囃子の無形文化財・林家とみの引退が千日劇場廃止の時期と重なった。引退公演を行うべきは千日劇場が最も相応しかったが、劇場廃止の煽りを受けて、宙に浮いた形となった。だが1969年8月9日に大阪・高麗橋の三越劇場で「引退披露・三越落語会」の開催が決まり、有終の美を飾る舞台が整ったことで一件落着となった。廃止された千日劇場跡には、7階プレイタウンが店舗を拡張し、6階にも進出した。噴水を備えた豪華サロンを造り、同年6月15日より営業を始めた。

## ボウリング場改装工事
日本ドリーム観光は、1960年代の中期から巻き起こったボウリングブームを捉えてボウリング場経営に乗りだし、総計で500レーンを運営する計画を立てた。1972年5月の時点ですでに5か所のボウリング場を開設し、合計で206レーンを運営していた。
- 横浜ドリームボウル（横浜ドリームランド隣接地・横浜市戸塚区俣野町）で44レーンを運営。1964年8月1日開業[注釈 47][218][219]
- 京劇ドリームボウル（京劇会館内・京都市中京区大黒町）で44レーンを運営。1970年10月1日開業[220]
- 大劇ドリームボウル（大劇レジャービル内・大阪市南区難波河原町）で12レーンを運営。1971年4月開業[221]
- 奈良ドリームボウル（奈良ドリームランド隣接地・奈良市法蓮佐保山）で46レーンを運営。1972年3月11日開業[38]
- 忠岡ドリームボウル（忠岡レジャービル内・大阪府泉北郡忠岡町）で60レーンを運営。1972年4月28日開業[42]

以上の既設レーンと併せたボウリング場増設計画のなかに千日デパートも含まれることになり、6階の旧千日劇場エリアに16レーンを建設する運びとなった。新設する千日デパートのボウリング場を加えて1972年8月中旬までに全体計画の約半分にあたる総計222レーンを設ける予定とされた。
千日デパート内にもボウリング場を設けて営業することは、直営の商業施設ゆえに日本ドリーム観光の収益面で直接的に大きく貢献するとの期待があった。営業が始まれば1坪（3.3平方メートル）あたり最低でも1万円の収益を上げるものと見込まれた。だが一部には、1972年ごろにはボウリングブームは徐々に衰退へと向かう傾向が出始め、建設計画は遅きに失したと見る向きもあった。しかしながら大阪有数の歓楽街の地の利を活かせることに加え、偶然にも6階プレイタウンの営業エリア（旧千日劇場エリア）が集客力減少の面から既に過剰設備になったことで閉鎖が検討されていた。思わぬ形で「空きスペース」が生じる見込みになったことから千日デパートのボウリング場建設に歯止めは掛からなかった。
工事が始まる直前の4月17日まで「プレイタウン」は6階でも営業していたが、同日付けを以って6階での営業を廃止した。ボウリング場新設工事は、1972年（昭和47年）4月28日から始まり、同年8月中旬からの営業開始を目標とした。
1972年（昭和47年）5月13日。工事が始まって16日が経過した。6階ボウリング場工事現場では、屋根の鉄骨を溶断し、旧プレイタウンの設備を撤去、それらの廃材をビルの外へ運び出していた。7階プレイタウンとの旧連絡通路は、数日前に分厚いコンクリート製ブロックを積み重ねて塞ぎ、頑丈で強固な壁を築いていた。開場すれば千日ドリームボウルと呼ばれる予定の新しいボウリング場は、8月中旬の完成に向け、概ね順調に工事が進捗していた。唯一の不手際といえば、工事に際して消防当局へ提出する書類に不備があり、再提出を求められていたくらいであった。
しかしながら、同日深夜に千日デパート館内で発災した火災事件によって施設全体が休業に追い込まれた影響により、翌日（5月14日）からの工事は中断された。その後、ボウリングブームの終焉と過当競争の影響からボウリング場増設の全体計画は凍結の方向で見直しが行われた。千日ドリームボウルも計画見直しの対象となり、千日デパートビルが解体されたことで建設及び運営は廃止され、日の目を見ることはなかった。

## 大型テナント入店によって始まった歪み
1967年以降の大型テナント入店の流れは、千日デパートの売場賃貸料収入および集客の増加に繋がり、事業主である日本ドリーム観光の収益増に大きく貢献した。また既存の小売テナントの商機も大いに増した。その一方でデパート内の人流や物流が激増したことで災害や盗難などの発生リスクが高まった。大型テナントが営業する複合商業施設にふさわしい高いレベルでの管理体制や防災防犯対策、工事作業に対する監視監督業務を実行する必要があったが、事業主の日本ドリーム観光は収益面のみを重視し、管理面および防災防犯面については怠慢な対応を取っていた。その結果、未曾有の大災害を引き起こすに至った。

### 高まった災害発生の蓋然性
千日デパートへの大型テナント入店は、売場賃貸料の大幅な増収をもたらし、日本ドリーム観光の収益増加に大きく貢献した。また大型テナントへの来客は、デパート全体に対する集客の呼び水となり、波及効果で既存テナントの商機も大いに増した。その一方で、デパート開業時から入店する個人商店の納入契約テナント（歩家賃業者）は、1967年にテナント契約の方式が「納入契約」から「賃貸契約」に一本化されたことに伴い、新規に保証金を支払い再契約するか、または撤退するかの二者択一を迫られた。保証金の支払いに同意できなかった納入契約テナントは千日デパートからの撤退を余儀なくされ、新規の保証金の支払いに同意した旧納入契約テナントも大手大型店が入店し、売場を拡大するにつれて売場の移動を強制された（「旧賃」と呼ばれる元からの賃貸契約テナントは除く）。既存の各テナントは売場賃貸料や管理費の値上げ、半強制的な売場の移動を家主から課せられるなど、待遇面で不利益を被る場合が多くなっていった。
既存テナントの不利益は待遇面だけに止まらなかった。一般的に大型の百貨店や量販店は、個人商店の集まりで構成される専門店街とは違い、不特定の買い物客を一度に多く呼び込み、同時に大量の販売物品を取り扱う。また大型風俗店の客層は、買い物客とは異なる一風変わった行動の特異性（酔いの影響によるモラル低下など）や一定の風紀の乱れがある。大手大型スーパーや大型風俗店などが新規に入店し､千日デパートに新たな状況が生まれたことによって、既存の各テナントは千日デパート内の防災面および保安面に一抹の不安を抱いた。館内で働く従業員は約800人、客の収容人員は最大で8000人規模に膨れ上がっており、大型テナントに関係する館内の改装も常態化して、工事作業が昼夜を問わず頻繁に入るようになった。それらが相まって作り出される多くの人流や物流は、館内における災害発生の蓋然性を高めた。
実際に千日デパートでは大型店が相次いで入店した直後から不穏な騒動が発生していた。1967年（昭和42年）10月16日深夜、地下1階プレイタウン専用エレベーターホールに設置してあったソファーの一部がタバコの不始末によって燃える小火が発生した。小火の煙はエレベーターを通じて7階プレイタウンに流入したものの、ソファー1個分の焼失のみで消し止められたため、被害は少なく大事には至らなかった。だが、この小火騒ぎは千日デパートの大きな変革である「大型テナント入店」「賃貸契約への一本化」の影響によって発災したことから、館内の防災対策や保安管理を充実させる必要が求められた。既存の各テナントは、商品保護や身の安全に関わる保安上の重要な問題なだけに家主へ防災および保安対策を強化するように要望した。しかし、日本ドリーム観光は真剣には対応せず、独自の考えに基づく防災保安管理に徹した。

### 共同管理は不要とする独自の方針
日本ドリーム観光・千日デパート管理部（以下「デパート管理部」と記す）の防災保安管理の基本は、管理権原を有する主要な大型テナントに対して独自の管理を要求し、ビル全体の管理を一元化しないという方針であった。いわば「家主は大手賃貸契約の店子に対して『商売の場』を提供するだけであり、大型店の防災保安管理は各社が独自に責任を持つべき」とする考え方である。独自の管理権原を持つ「ニチイ千日前店」に対しては、他のテナントには認めていない、いくつもの特約を与えた。例えば、営業中はニチイ独自の保安係員を売場に常駐させ、残業は届け出なしに23時まで認めた（他店は要届出）。本来であれば千日デパート側が行うべき閉店後の階段シャッターやエスカレーター防火カバーシャッターの閉鎖、電源の遮断、扉の施錠をニチイに任せた（ニチイ入店の3階および4階の一部について）。
「ニチイ千日前店」と同じく独自の管理権限を持つ「7階プレイタウン」に対しては、店舗の業態が風俗店であることからビル全体の管理から完全に切り離して館内で孤立状態に置き、日本ドリーム観光の営業子会社であるプレイタウン経営者の「千土地観光」に独自の防災保安管理をさせた。ビル内で管理外に置かれたプレイタウンには、キーテナントの「ニチイ千日前店」に対してさえ認めていない夜間宿直を義務付け、プレイタウン独自の宿直員を夜間常駐させた。また、保安管理上の観点からプレイタウンの客が千日デパートの各売場に立ち入れない構造にしたうえで営業させ、それはあたかも千日デパートの内部に「プレイタウン専用の第二の千日デパートビル」が入れ子のごとく存在するかのような形になっていた。
千日デパートは、複合商業ビルにおいて防災保安管理上で最も重要な「共同管理」の概念が完全に欠落していた。デパート管理部の関心事は「自社の所有物件かつ自己資産である千日デパートビルの保守管理」と「各テナントから毎月徴収する賃貸料などの収入管理」だけであり、家主にとって部外者である入居テナントに対する防災保安管理などに目は向いていなかった。300を越えるテナントの大半が納入契約業者だった昭和30年代は、きめ細かい保安管理が成されていたことで館内の保安上の大きな問題は起きなかった。それは、千日デパート側が売場全体を統制し、各テナントが家主の管理下に置かれていたからである。しかし、千日デパートには開業当初から各テナントに対する「具体的な保安管理契約」の一つも存在せず、具体的な約款を文書で記したものは何も無かった。それは大型テナントが入店し始めてからも、すべてのテナントの契約が賃貸契約に一本化されてからも、何一つ変わらず続き、共同管理に対する独自の方針と考え方を改めることは無かった。

### 防災保安管理に対する怠慢
デパート管理部は、千日デパートの合理化や商業的な拡大、増収や増益を優先することを第一に考え、ビル全体の共同管理や防災、保安、警備を二の次にしていた。賃貸契約の大手大型テナントが入居する複合商業施設に相応しい防災保安管理や警備体制を構築して営業すべきであったが、その大半が「万が一にも館内で大きな災害は起きないだろう」という漫然とした甘い認識によって疎かにされた。さらには災害が起きなければ無駄な投資になり得る「防災保安対策への投資（スプリンクラーの設置や壊れた防火シャッターの修理など）」を容易かつ最優先に省いた。
デパート管理部が千日デパートの防災保安管理に関して怠慢だったことを裏付ける事例としては、以下のものがある。消防査察に際して消防当局からの改善指導を無視し、故障した防火シャッターの修理や、閉店後に売場内の防火区画シャッター閉鎖を実行する試みを蔑ろにした。大型テナント入店前は30人以上が勤務していたデパート保安係員を最少で12人へと減らし、各テナントから出されていた夜間宿直の要望を「当方で責任をもって行う」との理由から一切認めなかった（プレイタウンを除く）。館内の工事に際してデパート管理部は、千日デパートビルの設備や直営店に関する工事については、自社に関わる理由から保安係員の監督および立ち合いを付けた。しかしながら直営店以外の外部テナントの工事には保安係員の立ち合いを省略するようになり、監督業務をテナントまたは工事業者に丸投げした。
以上のような防災保安管理の怠慢は、次第に警備面へと問題が波及していった。1971年（昭和46年）10月と1972年（昭和47年）2月に夜間閉店後の館内で保安係員の巡回中に窃盗犯が侵入し、テナントの商品が盗難に遭う被害が発生した。また1972年4月には、ニチイ千日前店の商品（婦人服）に対し、閉店後に何者かが悪戯書きをする事件も発生した。いずれも警備の手薄さと隙を狙われた形である。デパート管理部は、盗難被害について保安管理上の責任（債務不履行）を認めて被害テナントに対して被害額の一部（盗難保険で補償されなかった分）を弁償した。
一方でデパート管理部が千日デパートの防災保安管理について、ことさら無関心または消極的であったとはいえない側面もある。それは、最低限の必要な投資や改善、対策は忠実に履行していたからである。例えば1958年12月の開業当初から1階各出入口や各階の階段出入口には電動の防火シャッターが備わっており、6階の千日劇場および1階東側の螺旋階段付近には大阪府の条例に従いスプリンクラーも備わっていた。消防査察の結果から防火シャッターの閉鎖ライン確保、避難口誘導灯の増設をそれぞれ指導された際には確実に対応した。また各階に非常用防災スピーカーを設置するよう消防当局から指導された際には、速やかに対応し、全館に対する設置工事を完了した（管理外の7階プレイタウンのエリアは除く）。閉店時には、各テナントに対して火気点検を実施させたうえで「火元点検カード」に結果を記入させ提出を義務付けていた。テナントが実施する館内の大掛かりな工事に際しては、デパート管理部がテナントおよび工事業者を集めて打ち合わせ会議を開き、工事管理および防災対策などの要望書を手渡し厳重に打ち合わせをしていた。日常的な最低限の防災保安管理に対しては備えを怠らなかったが、「万が一にも起こり得る破滅的な事態（大災害）に対する備え」については、想像力および危機意識の欠如から軽視し、怠慢に振る舞った。
テナント側にも防災管理や保安管理について非協力的であった一面もある。売場内の防火シャッター閉鎖ラインの確保には各テナントの協力が不可欠であるが、商品台などを同ライン上に置くのは日常茶飯事であり、消防査察のときに一時的にはラインが確保されても、しばらくするとまた元の状態に戻ることが幾度となく繰り返されていた。また一部のテナントは、デパート管理部の上層部に直接交渉して1階外周部の空き店舗を物置として使用していたが、ビル内から出入りが自由に行えるよう勝手に改造を加えていた。さらには無断で売場の天井裏に商品倉庫を作ったり、消火栓の位置を変えたりする事例も見られた。これらのことから、一部のテナントは防災保安意識が十分ではなく、デパート管理部がビル内の防災保安管理の一切を行うべきだとする考えを持っていた。千日デパートビル全体には防災への甘さがあった。

### 疎かにされた工事作業員の喫煙管理
千日デパートは、工事作業中の喫煙に関する管理にも問題があった。大型テナントは売場の改装や設備の更新を頻繁に行うことから館内の工事は常態化していた。受動喫煙の危険性認識や嫌煙権も確立されていなかった昭和40年代の喫煙モラルは一般的に低く、歩行喫煙や工事作業をしながら喫煙するケースは多くみられ、吸い殻の後始末も疎かにされる場合があった。喫煙に寛容な社会的状況では、千日デパート側が強制力を伴った喫煙管理を施す必要がなおさら不可欠であったが、真剣な対応は取られなかった。
千日デパートでは、館内の工事作業に係わる喫煙トラブルについて、以下のような事例が見られた。
1972年（昭和47年）3月、水曜定休日に地階で工事が行われた。工事作業者らは地階の飲食店に無断で入り込み、休憩がてら店内でタバコを吸った。吸い殻は何本も床に踏み付けて捨てられたが、一部の吸い殻は椅子の上に捨てられ、座面のカバーの一部がタバコ1本分の形に焦げて穴が開いた。翌日の営業日に出勤してきた飲食店の店主は、整理整頓して帰宅したはずの店内の荒れた惨状と「椅子の焦げ」に唖然とし、デパート管理部へ苦情を入れると同時に再発防止を強く要望した。しかしながらデパート管理部は、とりあえず工事関係者に対する喫煙管理の徹底を図るとテナントに対して約束はしたが、強制力を伴う抜本的な対策を取らなかったために、その後も類似のトラブルがあとを絶たなかった。
3階・4階のニチイ千日前店（以下、ニチイと記す）では、1972年5月22日から同月26日までの間、大掛かりな売場の改装工事を実施するにあたり、同年5月6日から事前の準備工事を進めていた。デパート管理部は同年3月にニチイに対して工事の承認を与え、同年4月に「工事に関する要望書」をニチイに手渡したうえで、改めて同年5月12日にニチイ関係者および工事請負作業者らを集めて「合同打ち合わせ会議」を開き、工事作業および防火管理に関する注意事項を取り決めた。その席上でデパート管理部は「防火防災上の観点から、工事中の喫煙については所定の場所を定め、あらかじめ水の入った大きな容器を用意すること」とニチイに申し渡した。上記の打ち合わせ会議の対象としていた工事は、あくまでも「5月22日からの本工事」に関してだった。本工事前の準備工事（5月6日から21日までの間）に関してニチイはデパート管理部へ文書による「工事届」を提出せず、工事請負者の工事監督が「工事は夜間実施につき御配慮を願う」旨の「入店願い」をデパート管理部へ提出したに過ぎなかった。
打ち合わせ会議翌日の5月13日深夜の準備工事では、工事作業者らが水を入れたバケツなどの容器はおろか、灰皿の一つも3階の工事現場に用意しなかった。工事作業者らは工事作業を行いながらタバコを吸い、配管加工用の機械にタバコを押し付けて揉み消したり、床に捨てたタバコを足で踏み付けたりして消した。さらには工事監督が作業現場を離れ、ほろ酔い状態かつ歩きタバコで売場内を徘徊していた。同日の深夜閉店後に保安係員が工事作業現場の3階売場を巡回した際「（13日深夜の）工事届は提出しているのか？」と工事作業者に質問していた。上記の質問は、実際に工事届がニチイからデパート管理部へ提出されておらず、デパート保安係員が工事内容や作業者の出入りを把握していなかった事情を裏付けるものである。結局のところ、デパート管理部側が自ら率先して水を満たした容器を用意し、工事作業に対して自らが監督監視を行うなどの実効性のある防火・喫煙管理を施さず、すべて工事作業者らの自主裁量に任せていた。
以上、当節で記述したこれら利潤追求のみに専念して生じた様々な歪みや緩み、または管理の手抜きや不手際、怠慢は、やがて全てが連鎖し始め、1972年5月13日深夜に起きた「未曽有の大事件」へと繋がっていった。

## 火災事件
1972年（昭和47年）5月13日深夜、千日デパートは閉店後の館内で発生した火災により焼失した。

### 戦後日本の高層ビル火災史上最大の人的被害
閉店後の22時27分頃に3階から出火した火災は、2階・3階・4階の大部分に延焼、延床面積8,763平方メートルを焼損し、約9時間後の翌14日7時41分に一旦は鎮火した。だが14日深夜に6階で再燃火災が発生したことから消火作業が再開され、最終的に火災の鎮火が確認されたのは15日17時30分だった。
火災発生時に館内で唯一営業中だった7階「チャイナサロン・プレイタウン」に滞在していた客と従業員の計181人が火災によって発生した多量の煙と有毒ガスに巻かれて逃げ遅れ、7階に取り残された。その結果、人的被害は死者118人、負傷者81人（消防隊員、警察官、通行人の負傷者も含む）にも及び、日本のビル火災史上最大の人的被害を出す惨事となった。
建物および商品も火災によって著しい被害を受けた。延焼範囲の2階から4階にかけては全焼に近い損害となった（焼損率80.4パーセント）。5階から7階にかけては一部を除き直接的な焼損を免れたが、煤煙や高熱に晒された影響により各フロアが大きな損害を受けた。また焼損や煙害を免れた地下1階および1階にかけては、消火活動に使われた消火用水による冠水の影響を受け、商品や什器品などが損害を被った。建物と商品の損害額は、合計で36億2,937万7,000円に達した。火災の翌日（14日）から千日デパートは全館で休業状態となった。火災事件から約8年後の1980年（昭和55年）2月に千日デパートビルの解体が始まったが、その間に一度たりとも営業を再開することはなく、そのまま閉店となった。
火災事件のきっかけを作り、悲惨かつ甚大な人的および物的被害を発生させた当事者を顧みれば、それはビルの経営管理者である事業主、改装工事を実施したキーテナントである大手衣料品スーパー、閉店後の館内で唯一営業していた事業主の子会社が経営する大型風俗店、キーテナントが雇った工事作業者、事業主の保安警備業務を担当する保安係員らであり、それらすべてがビルの経営・保安管理または大型テナントに関係する者たちだった。既存の小売テナントは、火災事件の原因および被害拡大の要因には何一つ関係がなかった。

### 火災事件による社会的影響
当該火災は、高層ビル火災における煙死の恐ろしさを世間に知らしめ、予防と再発防止に向けて法令や規則の改正を促した。また高層ビルにおける避難訓練に向けた防災意識の高まりによって日本社会全体に大きな関心と影響を及ぼした。火災の当事者である千日デパート事業主の日本ドリーム観光は、火災事件の事後処理に多くの労力を割き、会社の経営に対しても長期にわたり大きな影響を及ぼした。事後処理の内容としては、火災被害者遺族や負傷者に対する補償交渉を筆頭として、罹災テナントとの営業再開や休業補償に関する交渉、新ビル建設に向けての調整、ニチイを始めとする各テナントとの損害賠償に関する民事訴訟、ビル防火管理者らに対する刑事訴訟など多岐に及んだ。またもう一つの火災当事者であるニチイは、日本ドリーム観光と同じく被害者遺族や被災テナントなどに対する損害賠償で社会的責任を負った。ニチイは、自らが実施した店舗改装工事がきっかけとなって当該火災事件が発災した反省と教訓から、防災の技術と知識の高い専門性を持った施設管理を行うためのビルメンテナンス部門「ニチイメンテナンス（現在のイオンディライト）」を1972年11月16日に設立した。
当該火災は、のちに世間一般で「千日デパートビル火災」と呼ばれ、高層ビル火災または雑居ビル火災の代名詞として永年語り継がれると同時に、歴史に残る都市災害となった。上記火災は、戦後日本のビル火災史上において最大の人的被害を出したことで、毎年5月13日の火災発生日には、関西地区を中心に教訓や回想を交えて報道されることがある。また2021年（令和3年）12月17日に大阪市内で起こった大阪・北新地ビル放火殺人事件をきっかけに、雑居ビル火災の教訓として千日デパートビル火災が各報道で全国的にクローズアップされた。翌2022年（令和4年）は、火災事件から50周年（2022年）の節目を迎え、マスメディアで再び大きく報道された（「千日デパートビル火災から50年」を伝える2022年5月13日の各メディアの報道から）。

## 営業最終日の千日デパート
1972年（昭和47年）5月13日は、閉店後の深夜に発生した予期しない火災事件によって、結果的に千日デパートの「営業最終日」となった。以下に火災当日の業態や営業の状況をまとめる。

### フロア構成
火災当日の各フロアの構成は以下のとおりである。カッコ内は、おもな販売物品や提供サービスを表す。
| フロア  | テナント・おもな販売物品（括弧内） |
| ------- | --- |
| 塔屋3階 | 企業事務所（計1社） |
| 塔屋2階 | （エレベーター機械室につき入居テナント無し） |
| 塔屋1階 | 軽食売店 園芸店 ペットショップなど合計4店舗 |
| 屋上    | 屋上遊園地「レジャープラザ」（観覧車「ワンダーホイール」、遊戯用モノレール、ベビーカーなど） |
| 7階     | チャイナサロン「プレイタウン」 |
| 6階     | ゲームセンター「レジャープラザ」 企業事務所（計2社） ※ボウリング場改装工事中（旧千日劇場エリア） |
| 5階     | 直営100円200円均一スーパー（合計8店舗＝生活雑貨、日用品など） 全国の物産と観光センター 美容室 ニチイ事務所 |
| 4階     | ニチイ千日前店（婦人服、スラックス、スカート、セーター、ブラウス、ワンピース、ニット、ランジェリー、ファンデーション、コート、婦人洋品、布地、化粧品、アクセサリー、バッグなど） ニチイ事務所                                                                         |
| 3階     | ニチイ千日前店（紳士服、紳士洋品、紳士コート、紳士アクセサリー、肌着、下着、靴下、子供服、学生服、ベビー用品、呉服、寝具、洋品雑貨、タオル、ハンカチ、インテリア用品など） 小売店舗（合計4店舗＝洋品雑貨、婦人洋品、帽子など） 歯科医院                               |
| 2階     | 名店街（小売店舗・合計44店舗＝紳士服、婦人服、ベビー用品、呉服、紳士洋品、貸衣装、時計、メガネ、書籍、手芸用品、スポーツ用品、玩具、娯楽用品、陶器、家具、美術工芸品など） 千日デパート事務所 店舗事務所                                                              |
| 1階     | 名店街（小売店舗・合計60店舗＝紳士服、婦人服、紳士洋品、婦人洋品、ネクタイ、洋品雑貨、貴金属、カメラ、ハンドバッグ、靴、履物、傘、刃物、釦、化粧品、美術工芸品、旅行案内所、薬局、レコード、楽器、煙草、喫茶パーラーなど） 外周店舗（合計22店舗＝飲食店、小売店など） |
| 地下1階 | ニチイ地下食品街（スーパー・ニューヤマトー）、食料品店・飲食店（各種食品店、洋食レストラン、中華料理、軽食喫茶、パブ、洋酒喫茶など）、直営催事場「動くスリラー人形展・恐怖の地下室」 合計＝25店舗                                                                     |
| 合計    | 店舗数＝合計176店舗、入店業者数＝合計157名（千日デパートを「1」として加算。企業事務所は含めず） |

1972年5月13日における千日デパートのおもな営業形態は、多種多様なテナントが数多く入居し、同じ商業施設内でも各売場ごとに営業者が異なる雑居ビルの状態となっていた。売場賃貸による商業テナントビルという営業形態は、1958年（昭和33年）12月1日に同デパートが開業して以来、変わらずに続いていたものである。テナントの総数は合計で176店舗を数えた（千日デパート直営店舗を含む。企業事務所は含めない。）。営業時間は10時から21時までで、定休日は水曜日だった。7階「プレイタウン」は、デパート閉店21時以降も館内で唯一営業しているテナントであり、23時までの営業で年中無休であった。収容人員の規模としては日本ドリーム観光・千日デパート管理部の従業員は104人、千日デパート内で勤務するテナント従業員は約800人、客の収容人員は最高で8,000人だった。プレイタウンに関しては、客の収容人員は最高で150人、従業員は140人（うちホステス約100人）となっていた。
各フロアの主な営業形態は、地下1階は食料品街「スーパー・ニューヤマトー（ニチイ系列）」、計23店舗の食料品店・飲食店、直営催事場「動くスリラー人形展・恐怖の地下室」、1階と2階は計126店舗（1階外周店舗を含む）が出店する名店街、3階と4階は「ニチイ千日前店」（3階の個人テナント4店舗を含む）、5階は千日デパート直営の100円200円均一スーパー、全国の物産と観光センター、6階は遊技場「レジャープラザ（屋上に共通）」、7階はアルバイトサロン「チャイナサロン・プレイタウン（千土地観光経営）」、屋上は観覧車（ワンダーホイール）と遊戯用モノレール（3両編成）を据えた屋上遊園地「レジャープラザ（6階に共通）」、屋上塔屋は売店、ペットショップ、園芸店などとなっていて、その他3階に歯科医院、5階に美容室、各階に企業事務所が入居していた。また8月中旬の開業に向けて6階の旧千日劇場エリアではボウリング場改装工事が行われていた。

### おもな入居テナント
営業最終日（1972年5月13日）における主な入居テナントは、以下のとおりである。入居の事実は明らかであるが、入居階が不明なテナントは最後に一括でまとめた。日本ドリーム観光および千日デパートの関連事務所および福利厚生施設などは省略した。カッコ内は業種または販売物品・提供サービスを表す。階数は降順。各階テナント順不同。
- 地下1階[295][163]
  - ニューヤマトー（食料品スーパー）、豊川（うなぎ）、GRAND PUB（洋酒喫茶）、エスタジア（喫茶）、東海屋（飲食店）、フランス（レストラン）、ニューメッカ（洋酒喫茶）、近鉄サントリーバー、パブエリート、スナックセブン（軽食喫茶）、「動くスリラー人形展・恐怖の地下室」（直営催事場）など

- 1階[295][296]
  - 美喜（時計宝飾）、パンドラ（貴金属）、フミヤ（化粧品）、絹屋（美術工芸品）、千鹿堂（紳士洋品）、さのや（刃物）、池田谷（ネクタイ等）、ウィンザー（紳士洋品）、ヤッコ（紳士洋品）、美松商店（履物）、おゝがみ（ハンドバッグ等）、つたや（紳士洋品）、加賀屋（紳士洋品）、中村（ハンドバッグ等）、らくだや（洋品雑貨）、美呂（貴金属）、第一観光（旅行案内）、よねや（ボタン等）、ヤマモト（婦人紳士洋品）、千景（洋品雑貨）、ふくや（婦人洋品）、マネキヤ（袋物）、みどりや（紳士洋品）、日進観光サービス（旅行案内）、オリエンタル（靴）、クィーン（婦人洋品）、近商パーラー（喫茶店）、日本ドリーム観光・観光案内所、伊豆急・大阪案内所、SAN-AI（紳士服）[注釈 52]、船場堂（タバコ・ライター）、ミヤコ（楽器・レコード）、千日スタンプ（蒐集用切手）、千代田屋（靴）、マンハッタン（舶来品雑貨）など

- 1階外周部（のれん街）
  - 喫茶ドリーム、樂天軒（天津甘栗）、いせや（ホルモン焼）、かをり（ホットケーキ）、すえひろ（ポテト）など

- 2階[298][299]
  - あざみ手芸、千日時計、精巧堂（時計）、みやこや（トランプ等）、宝屋（ベビー用品）、モン（紳士洋品）、丸呉（貸衣装）、ウエダ家具、大阪視覚センター（メガネ・コンタクトレンズ）、千日テーラーサービス（服修理）など

- 3階[300][299]
  - ニチイ千日前店（衣料品スーパー）、マルハン（婦人洋品雑貨）、セブンコーナー（婦人洋品）、ナニワヤ（帽子）、クィーン（婦人洋品）、鍋島歯科、近畿日本商事（企業事務所）

- 4階[301][302]
  - ニチイ千日前店（衣料品スーパー）、株式会社ニチイ（企業事務所）

- 5階[303][304]
  - 100円200円均一スーパー（直営店）、全国の物産と観光センター（直営店）、石田キクヨ美容室、ニチイ泉南事業部（企業事務所）

- 6階[305]
  - 室内遊園レジャープラザ（ゲームセンター）、千土地観光（企業事務所）、泉陽興業（企業事務所）

- 7階[306]
  - チャイナサロン「プレイタウン」（アルバイトサロン）

- 屋上および塔屋1階[307]
  - レジャープラザ（屋上遊園地）など

- 屋上塔屋3階[16]
  - 日本装備（企業事務所）

- 入居階不明のテナント[164]
  - 小政寿司、カブキ（時計）、かわびし（お好み焼）、オリシン（紳士服）、十八（一品料理）、大将（お茶漬け）、松美（串かつ）、もぐらや（甘味処）、サンブルー（洋菓子）、愛媛県青果農協連、松岡（奈良漬）、大寅（蒲鉾）、おき家（履物）、だいさ（業種不明）など

### 屋外広告
地下1階および3階と4階で営業していた「ニチイ千日前店」と「スーパー・ニューヤマトー（ニチイ系列）」は、千日デパートのキーテナントであり、特別な地位にあった。賃貸契約上では多くの特約を持ち、その優遇措置としてビルの壁面に大掛かりな看板（ビル北側および西側）とネオンサイン（ビル南側）が掲げられていた。さらにはビル北東正面の2階部分にニチイ専用の「ショーウインドウ」も設置されていた。7階「プレイタウン」も独自の管理権限を持つ主要なテナントの一つであったことから、1階南側専用出入口の上部にホステス求人広告を兼ねた宣伝用看板とネオンサインが掲げられていた。そのほかに6階および屋上で遊技場と遊園地を営業する「室内遊園レジャープラザ（泉陽興業経営）」のネオンサインも1階北東正面と北西側の2か所に掲げられていた。1階・外周部の主要なテナントは、シャッターや日除け幕に店舗名を入れていた。
火災発生当日の5月13日は、母の日の前日（第2土曜日）にあたり、デパート北東側正面の壁面にはニチイ千日前店の「母の日」商戦の宣伝用垂れ幕「5月14日は母の日です」と「お母様に感謝のプレゼント」が1本ずつ掲げられていた。ほかに「竹雀の帯・和装品2階」と「南太平洋博・奈良ドリームランド」の宣伝用垂れ幕も掲げられていた。千日デパートからほど近い大劇レジャービル北側別館で営業していた「スリラースナック・サタン（お化け喫茶サタン・千日興行経営）」の案内板もビル正面に掲げられていた。

### 館内イベント
館内のイベントとしては、地下1階・直営催事場で「動くスリラー人形展・恐怖の地下室」と題する常設のスリラー人形展（お化け屋敷）が開催されていた。この催し物は、火災発生当時においては同デパートの目玉企画のうちの一つで、各出入口の上部には宣伝用の看板が掲げられ、人形を使ったディスプレイも用いて大々的に宣伝され、同イベントの宣伝用ポスターが出入口や館内の主要な場所に貼られていた。その他の館内イベントとしては、5階の直営均一スーパーで化粧品メーカーの「100円均一フェア」が開催されており、「スリラー人形展」と同じく正面入口上部に宣伝用の看板が掲げられていた。翌日の日曜日（14日）は「母の日」であり、ニチイ千日前店をはじめとする各小売テナントは、母の日商戦に向けて商品仕入れを拡充するなど準備を整えていた。

### 館内工事
火災発生当日（1972年5月13日）は、館内で2件の工事が行われていた。
1件は、ニチイ千日前店の3階と4階の売場改装に伴う電気配線の増設工事である。5月22日から一週間かけての本格的な工事を前に5月6日から機械室間を繋ぐ電線管工事や機械室内の分電盤準備工事が開始されており、火災当日はデパートの10時開店と同時に3階で配管工事が開始された。進捗状況および店内混雑の影響から17時ごろに一旦作業を中断、21時のデパート閉店後に作業を再開し、翌14日の朝4時までの予定で深夜帯に工事を実施した。火災の火元はこの工事階である3階であり、出火原因として当初からタバコの火の不始末が疑われた。結果的に出火原因は突き止められず出火源も特定できなかったものの、当該工事の実施が火災事件の直接的な発災に何らかの影響を及ぼした可能性があると推定された。
もう1件は、4月16日に廃止されたプレイタウンの6階部分（旧千日劇場エリア）をボウリング場に改装する工事が4月28日から8月中旬までの予定で実施されていた。火災当日は22時30分までの予定で鉄骨の溶断や廃材積み下ろしなどの作業が進められていた。

### 営業実績および資産
千日デパートは、各入居テナントに対する売場貸から得られる毎月の賃貸料と振興協力金（共同管理費）を徴収し、直営店舗の直接売上金を加えた額を営業収入としていた。千日デパートの営業実績について、日本ドリーム観光の営業第98期（1971年2月1日から同年7月31日まで）と第99期（1971年8月1日から1972年1月31日まで）の2期分（1年分）を合算した千日デパートの総収入は、第98期で2億7,065万7,000円、第99期で3億4,604万2,000円で、合計6億1,669万9,000円である。この収入額は、日本ドリーム観光全体の営業収入27億6,600万円（第98期と第99期の2期分合計）のうちの22.3パーセントを占めていた。
1958年の創業時から1966年ごろまでは、6.3パーセントから14.9パーセントで平均9パーセント前後だった売上比率は、ニチイなどの大型テナントが入店し始めた1967年以降では、15.8パーセントから23.3パーセントの間を推移し、平均して20パーセントを維持した。金額的に見ると第91期（1967年8月1日から1968年1月31日まで）と第92期（1968年2月1日から1968年7月31日まで）の2期分合計（1年間）のテナント賃貸料収入は4億3,922万1,000円だったが、5年後の第98期と第99期の合計からすれば71パーセントの増加を示し、大型テナント入店に伴う賃貸料収入は堅調な増収をもたらしていた。賃貸契約方式に基づき、直営を除くすべてのテナントからは「賃貸店舗保証金」を預かっており、その金額は合計174口で10億6,720万円だった。最も多くの保証金を預けていたテナントはキーテナントのニチイ千日前店で4億円だった。
第100期の間に火災事件が発生したことから、上記同期の賃料収入は2か月半の分が減少し、千日デパートの総収入は1億9,663万2,000円、比率で13.8パーセントにまで落ち込んだ。さらに第101期では、わずか4パーセントに落ちた。第102期以降では営業再開の目処が全く立たずに「休業」となり、テナントの賃貸料収入は完全に無くなった。
主要なテナントの売場面積1坪（3.3平方メートル）あたりにおける収益としては、6階と屋上で遊技場を営業していた「レジャープラザ（泉陽興業）」では約1,000円、キーテナントの「ニチイ千日前店」で約3,000円から5,000円であった。7階「プレイタウン（千土地観光）」は2万円と収益性が良く、千日デパートのテナントの中で最も優良なテナントであった。火災時は工事中だった6階「ボウリング場（直営）」については、営業が始まれば1万円程度の収益を上げると見込まれていた。プレイタウンは、日本ドリーム観光の営業子会社の経営であることから直接収入により、千日デパートの収益増に大きく貢献した。
千日デパートの資産としては、デパートビルの敷地面積が4,169.98平方メートルで、1972年当時における当地（南区難波新地三番町）の坪単価が約700万円であったことから計算すると、88億4,541万円の価値があった。建物の資産価値は有形固定資産帳簿価額上で7億6,195万円と計算されていた。創業時の簿価は10億2.456万2,000円と計算されていたことからすれば､約2億6,200万円ほど目減りしたことになる。千日デパートの設備（資産）について特筆すべきは、同デパートは館内にエレベーターを全部で8基設置していたが、そのうちの2基は「7階チャイナサロン・プレイタウン」の専用エレベーターとして使用されていたことから、7階店舗の装備品とともにプレイタウンを経営する営業子会社の「千土地観光」に貸し出され、日本ドリーム観光はエレベータ2基分の賃貸料も収納していた。2基のエレベーターは、帳簿上で「プレイタウン」の資産として計上されていた。

## 閉店、建物解体へ
火災で焼失した千日デパートは、既存の建物を改修して再営業するのか、または解体したのちに新築するのか、家主と店子（テナント）の間で話し合いが纏まらず、刑事民事の各訴訟が数多く提起されていた事情からも、問題の解決までに約8年の歳月を要した。最終的に営業は再開せずに閉店が決定し、建物は解体された。以下にその顛末を記す。

### 旧ビルでの営業再開を拒む家主
火災で焼失した千日デパートは、火災の翌日（1972年5月14日）から全館で休業状態となった。罹災した各テナントは、事業主の日本ドリーム観光に対して早期の営業再開を要望した。当初はビルの復旧を急ぎ、一日でも早い営業再開に向けて取り組むと表明していた日本ドリーム観光だったが、火災の責任が自社に及ぶことを警戒し始めてからは方針を一変させ、建設当局からの建物耐久診断の結果が纏まるまでは「営業再開はしない」と明言した。また「テナントとの補償交渉も行わない」とした。各テナントは、デパートビルの営業再開の目途が立たなければ死活問題となることから、地下1階と1階のテナントを中心に冠水被害を受けた商品を他の商業施設で大奉仕価格により販売し、休業による損失を少しでも補おうとした。一向に営業再開にも補償交渉にも応じない日本ドリーム観光に業を煮やした各テナントは、御堂筋や日本ドリーム観光本社が入居する大阪新歌舞伎座前などで抗議デモを行った。デモを行った後に1階外周部に入店する一部のテナントは、建物の使用が行政当局から禁止されている最中に独断で営業再開を強行した。

### テナント団体、損害賠償請求訴訟提起
火災事件から約5か月が経った1972年9月末日、建設省建築研究所から千日デパートビルの耐久診断が出された。「火災によって建物は著しい火害を受け、耐久性が落ちた」との診断結果から日本ドリーム観光は「千日デパートビルは物理的かつ経済的に滅失した」としてビルを取り壊して新しく建て替える方針を表明し、1975年（昭和50年）までには建て替えた新しいビルで営業を再開する計画だとした。同時にすべてのテナントに対して「賃貸借契約を火災当日（1972年5月13日）を以って解除する」との通達が同年10月30日付で成された。各テナントは、一方的かつ唐突な契約解除によって千日デパートでの賃借権および営業権を失った。日本ドリーム観光との交渉でビル建て替えに同意したテナントもあったが、多くのテナントは契約解除とビル建て替えに不服を申し立てた。一部のテナント団体は、家主との補償交渉に進展が見られないことから1973年10月、日本ドリーム観光に対して損害賠償請求訴訟を提起した。
旧賃テナント団体の一つである「松和会」が提起した損害賠償請求訴訴訟の中間判決（1975年3月31日・大阪地裁）で、被告の日本ドリーム観光には「保安管理契約に基づく債務不履行の責任がある」と認められ、各方面で争われていた民事訴訟が解決に向けて大きく動き出した。千日デパートビルは、火災被害者遺族の申し立てによって証拠保全の観点から取り壊しを止められていた。松和会が提起した訴訟においても「賃借権確認」および「千日デパートビルの物理的・経済的滅失の有無」が争われていたことから、同様にビルの取り壊しが止められていた。各訴訟が継続していた関係から千日デパートは営業再開もされず、ビルを取り壊して新築することもできずに大阪ミナミの一等地に焼失したままの無惨な姿を晒しながら建ち続けていた。その状態は、火災発生から約8年間（1972年5月から1980年1月まで）も続いた。

### 千日デパートビル解体決定
1975年12月26日に損害賠償請求訴訟で和解した火災被害者遺族会や日本ドリーム観光との補償交渉に応じたテナント団体などは、ビルの建て替えに同意していた。だが松和会などの一部のテナント団体は、賃借権保護の観点から既存ビルを改装して営業再開すべきと主張しており、ビル建て替えを推すテナント団体との間で対立が表面化していた。一方で日本ドリーム観光の代表取締役社長である松尾國三は、自社の責任を認めた形でのテナントへの賠償金支払いには頑なに抵抗していた。原告被告双方の間で和解に向けての話し合いがまとまり掛けると、必ず松尾が反対して交渉が振出しに戻る状況が3年間（1977年から1980年の間）にわたって繰り返されていた。日本ドリーム観光側が抱える問題も旧ビルの解体が進まない要因となっており、新ビルの概要やキーテナントに関する契約をまとめきれずに難航していた事情も影響していた。そのなかでミナミ界隈や千日前商店街、大阪市議会などからは、千日デパート関係者に対して「ビルを早急に建て替えて地域経済の活性化に協力せよ」と第三者から解決を求められる事態に発展した。
1980年（昭和55年）1月14日に松和会と日本ドリーム観光との間で即決和解（一部和解）が成立、千日デパートビルの解体が正式に決まり、跡地に新しい商業施設が建設される運びとなった。解体工事は同年2月から本格的に始まり、翌年1981年4月までに解体工事は完了、千日デパートビルは消滅するに至った。前身の旧大阪歌舞伎座ビルの開業から49年後、デパート開業から23年後の出来事だった。千日デパートは、火災による休業から一度も営業を再開せず、結果として開業から13年5カ月で閉店し、その歴史に幕を下ろした。

## 跡地の再建
紆余曲折を経て千日デパートビルは解体され、跡地には日本ドリーム観光が事業主となる新しい複合商業ビル「エスカールビル」が建設された。新ビルの概要およびキーテナントについて、また新ビルの近況について以下にまとめる。

### 新商業ビル建設
日本ドリーム観光が千日デパート跡地に建設する新しい商業ビルは、当初仮称で「新千日デパートビル」「千日前新ビル」などと呼ばれていた。新しいビルの建設工事は1981年（昭和56年）6月から始められ、1983年（昭和58年）9月に新ビルは竣工し「エスカールビル（ESCALE）」と名付けられた。翌年の1984年（昭和59年）1月13日にエスカールビルは開業し、翌日の14日にダイエーが経営する「オ・プランタン・ジャポン（Au Printemps Japon）」運営の百貨店「プランタンなんば」を含む93店のテナントがエスカールビルで営業を始めた。キーテナントである「プランタンなんば」以外の各テナントは、総称で「ショッピングタウン・エスカールなんば名店会」と呼ばれた。各テナントの契約は「プランタンなんば」を筆頭に90店舗が固定家賃による賃貸契約、残りの3店舗が売上歩合制の契約とした。旧千日デパートのテナントは、その多くが撤退したが、松和会についてはエスカールビルで引き続き店を構えたテナントは13店舗となった。
エスカールビルは、入店テナントからの賃貸料収入を主な収益源としており、日本ドリーム観光の年間営業収入50億円に対して約30パーセント前後（14億円から15億円）を占めていた。営業第115期（1984年2月1日から1985年1月31日）においては、13億6,592万9,000円を売り上げ、売上比率は30.9パーセントであった。キーテナントの「プランタンなんば」の月額の賃貸料は、賃貸延床面積2万8,147.24平方メートル（約8,530坪）に対して1坪（3.3平方メートル）につき1万円の契約で8,514万5,000円であった。入店保証金は1坪あたり64万円、敷金は1坪あたり36万円で、25年契約で合計で85億1,450万円とした。「プランタンなんば」を除く92店舗の入店保証金の合計額は13億1,076万円であった。「プランタンなんば」を運営する「オ・プランタン・ジャポン（Au Printemps Japon）」は、初年度の売り上げ目標を160億円、開店から7年後に期間損益を黒字にする計画であると明らかにした。
「プランタンなんば」は、業態が百貨店であり、大店法の適用を受ける必要から営業時間が18時までと制約を受けたが、エスカールビル内に入店する個人店舗は、大店法の縛りを受けずに21時まで営業できた。だが、キーテナントが18時までに閉店したあとのビル内は主要な売場がシャッターを閉めた状態になることから、夜間営業を行うにあたって集客力に大きな影響を及ぼし、名店会の各店舗は思うように営業が出来なかった。1992年から1994年にかけて大店法が段階的に緩和されたのに伴い「プランタンなんば」を中心にエスカールビル全体の夜間営業の時間が19時までに統一され、ようやく名店会各店舗の懸念は解消された。

### 新商業ビルの近況
1993年（平成5年）3月1日にダイエーが日本ドリーム観光を吸収合併し、エスカールビルはダイエーの所有物件となった。2000年（平成12年）3月21日にダイエーは、フランスの百貨店「プランタン（Printemps）」との間で締結していた名称使用権契約を延長せず、日本国内で営業していたプランタン百貨店を一部を除いて閉店または店名変更した。エスカールビルのキーテナントである「プランタンなんば」も影響を受け、翌22日に店舗名を「カテプリなんば（Qualite Prix）」へ変更した。しかし、わずか9か月後の2000年12月31日で「カテプリなんば」は閉店し、ダイエーが経営するキーテナントはエスカールビルから撤退した。また、ダイエー系キーテナント以外の小売テナントの多くもエスカールビルから撤退した。
翌2001年（平成13年）1月にエスカールビルは、ビルの名称を「エスカールなんばビル」へ変更した。上記の名称は、元々エスカールビルのキーテナントを除く各テナントで組織した「名店会」に対して冠されていたものであり、ビルの名称に格上げされた形となった。同年5月10日には「ビックカメラなんば店」が新たなキーテナントとしてエスカールなんばビルに入店し、営業を始めた。ビックカメラにとって「なんば店」は関西進出の第一号店であった。続いて5月24日には8階の1,200平方メートルの売り場に「東大門プレミアム市場」がオープンした。韓国ソウルの「東大門市場」から約80店舗が出店し、衣料品や雑貨類を販売した。東大門市場としては関西初進出で話題となった（のちに撤退）。
2004年（平成16年）1月29日、ダイエーは経営難からエスカールなんばビルを手放し、京都府に本社を置くアミューズメント企業の松原興産へ売却した。松原興産がエスカールなんばビルの所有者となって以降は、ビックカメラなんば店がキーテナントとして入居が定着した。その他の大型テナントとしては「ユザワヤなんば店（7階）」、「キャンドゥなんば店（8階）」、「エルセーヌ＋リフレーヌなんば店（8階）」、「GRAND-BACKなんば店（9階）」、「ソフマップ・サービスサポート買取センター（4階）」が入店した。
しかしその後、一部の大型テナントの撤退が相次いだ。「ユザワヤなんば店」は2012年1月に、「エルセーヌ＋リフレーヌなんば店」は2018年8月に、また「キャンドゥなんば店」は2022年1月に、それぞれエスカールなんばビルから撤退した。旧千日デパートの入店テナントだった個人経営の小売店舗は、わずかに数店舗が入店を継続し営業を続けたが、ほぼすべてが撤退するに至った。
2024年2月時点では、エスカールなんばビルは引き続き家電量販店「ビックカメラなんば店」がキーテナントとして入店している。その他、1階に「ソフマップ ReCollection なんば店」、8階に「ビックカメラアウトレット×ソフマップなんば店」、9階に紳士服飾販売「GRAND-BACKなんば店」、地下1階および地下2階には松原興産経営のパチンコ店「KYO-ICHIなんば店」、1階および1階外周部に幾つかの小売店舗が入店し、千日デパートビル跡地で今日も営業を続けている。